# Église San Zaccaria
L'église Saint-Zacharie  (San Zaccaria en italien) est un édifice religieux de Venise en Italie situé dans le Sestiere de Castello, non loin de la place Saint-Marc.

## Histoire

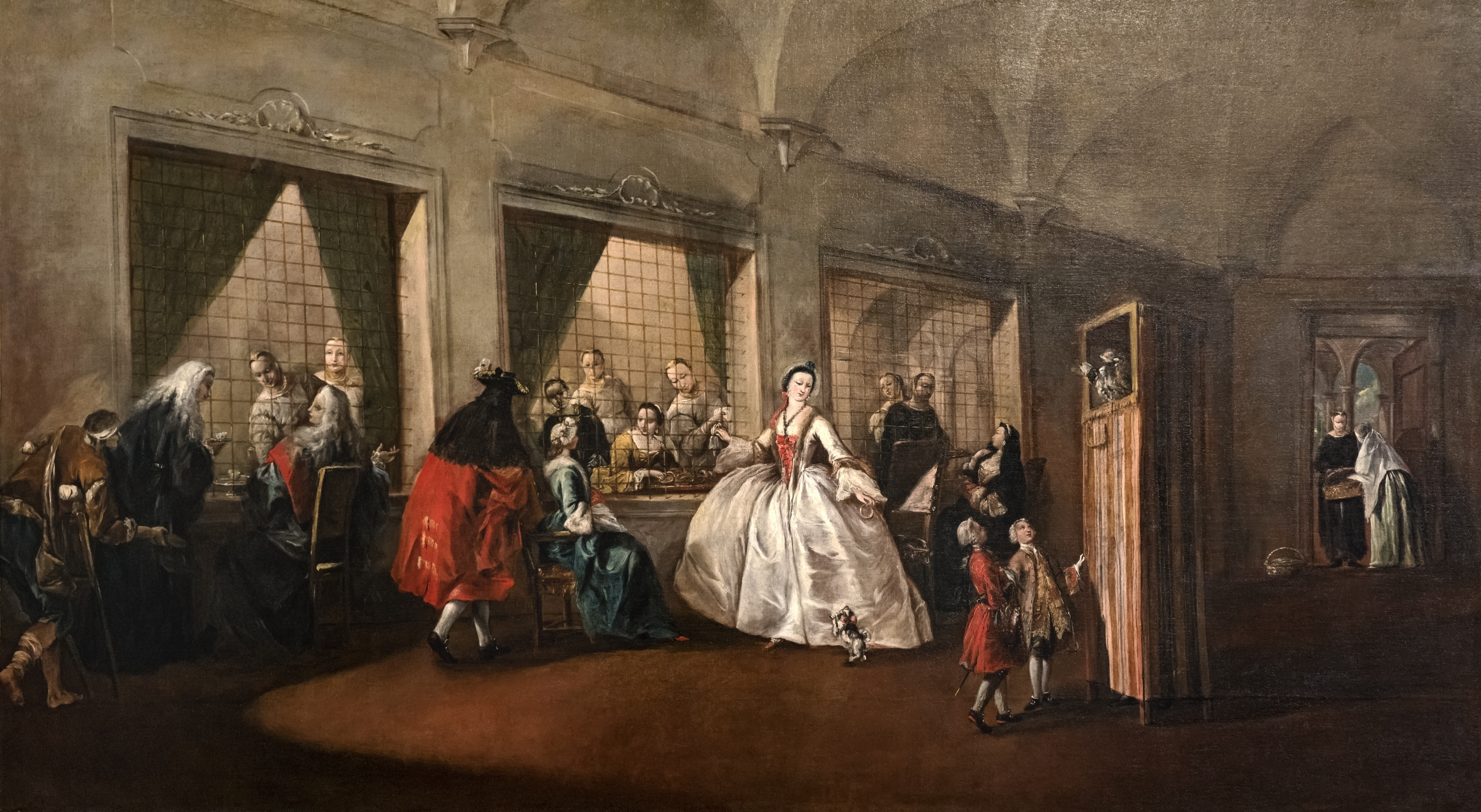
Le Parloir des nones à San Zaccaria, 1745-1750
par Francesco Guardi
Ca' Rezzonico, Venise

Un monastère bénédictin fut construit entre 809 et 827, œuvre des doges Angelo et Justinien Partecipazio, à côté d'une église fondée par saint Magne d'Oderzo (it) au VIIe siècle et dédiée à Zacharie, père de Jean le Baptiste. Elle abrita les restes du saint, reçus de l'Empereur d'Orient Léon V. Huit doges furent enterrés dans la crypte romane. 

L'église fut reconstruite dans la seconde moitié du IXe siècle par l'abbesse Giovanna, fille du doge Orso Ier Partecipazio, ainsi qu'après le violent incendie de la cité en 1105. L'édifice fut alors reconstruit en 1170 (le campanile date de cette époque), et de nouveau rebâti entre 1456 et 1515, donnant vie à la belle église lombarde qui existe encore et qui fut consacrée en 1534. 
Elle fut ensuite rattachée à un monastère bénédictin et le doge s'y rendait chaque année à Pâques, visite durant laquelle une cérémonie consistait à lui présenter le bonnet dogal, la corne ducale (ou zoia). Cette tradition viendrait du fait que les moines avaient fait don d'un terrain à la Sérénissime au XIIe siècle afin que l'on y bâtisse une extension du palais des doges.

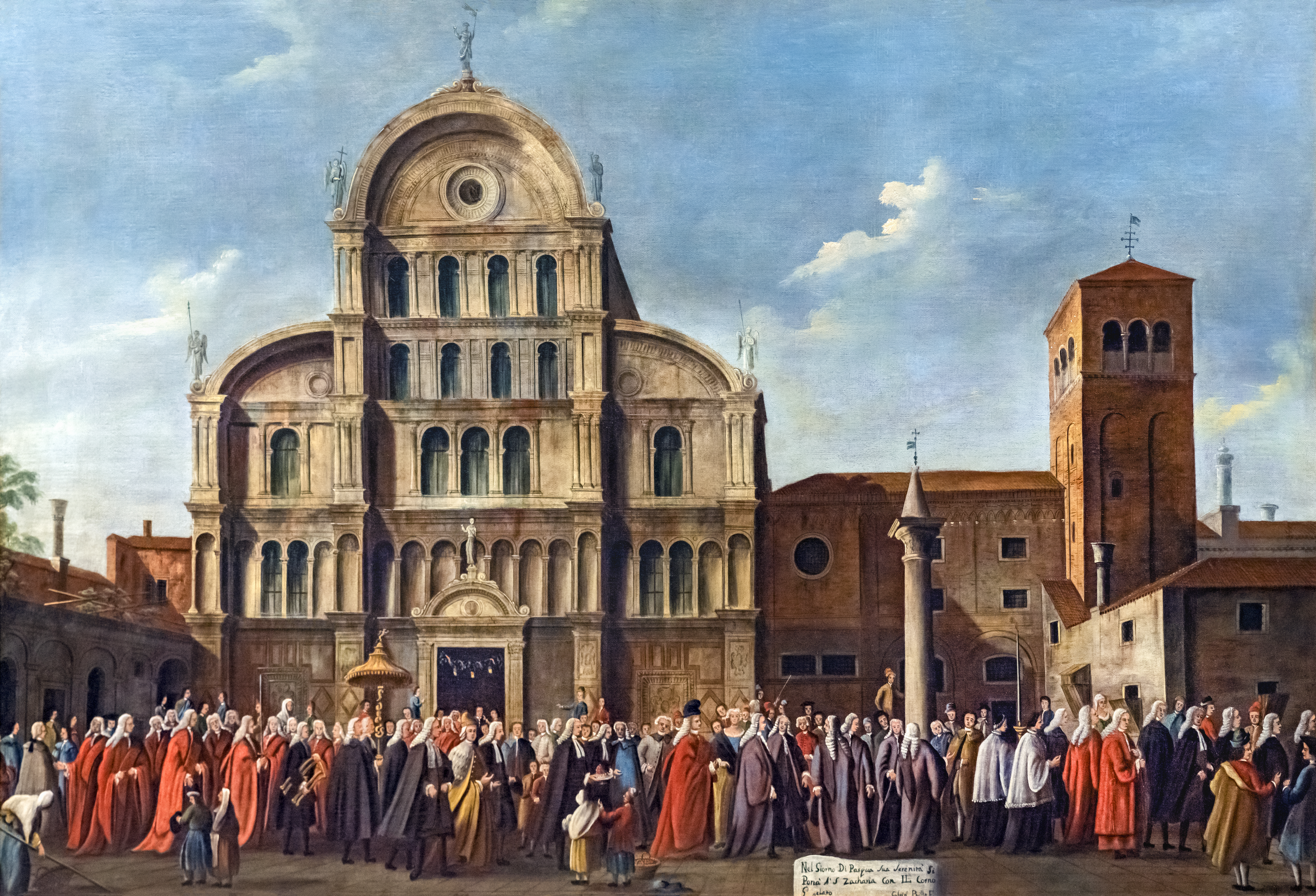
La Procession du doge de Venise à San Zaccaria
par Gabriele Bella
Pinacoteca Querini Stampalia Venise

Le monastère a été l'un des plus riches et les plus célèbres de Venise, en compétition avec celui de San Lorenzo pour héberger des moines presque tous patriciens vénitiens et qui menaient une vie brillante, loin d'être monastique. 
Aux alentours de 1684 une grande entreprise décorative baroque y fut initiée.

La propriété fut reversée à l’État avec PV du 14 juin 1806, en exécution du décret royal du 8 juin 1805. La communauté a été supprimée par décret du 25 avril 1810.

## Architecture

### Extérieur
L'édifice actuel a été construit entre 1444 et 1515, dans un style mêlant le Gothique et le style Renaissance. Le premier des architectes fut Antonio Gambello à qui l'on doit l'essentiel du bâtiment. Seule la façade est de Mauro Codussi. Elle est enluminée de deux bas-reliefs représentant les apôtres. Seul le bas-relief nord est attribué à Cristoforo Solari. 
La façade est l'un des exemples les plus précieux du début de la Renaissance vénitienne. Antonio Gambello a construit le haut stylobate (base) avec des éléments gothiques. Entre 1480 et 1500, son successeur Mauro Codussi en érigea les parties supérieures : la série de petites niches aveugles et la puissante arche au-dessus de laquelle s'appuient fermement les contreforts latéraux sculptés. Dans les sections centrale et latérale, séparées par des doubles colonnes, sont insérées les fenêtres en séquence alternée, qui s'élèvent jusqu'à la rosace centrale. L'ensemble constitue une alternance équilibrée de pleins et de vides. Dans la partie inférieure, de part et d'autre du portail, quatre prophètes en buste de la fin du XVe siècle sont insérés dans des cadres décorés de putti, un motif typique de la Renaissance. Au-dessus du portail de l'église se trouve une  statue de marbre du XVIe siècle gravée du nom d'Alessandro Vittoria.

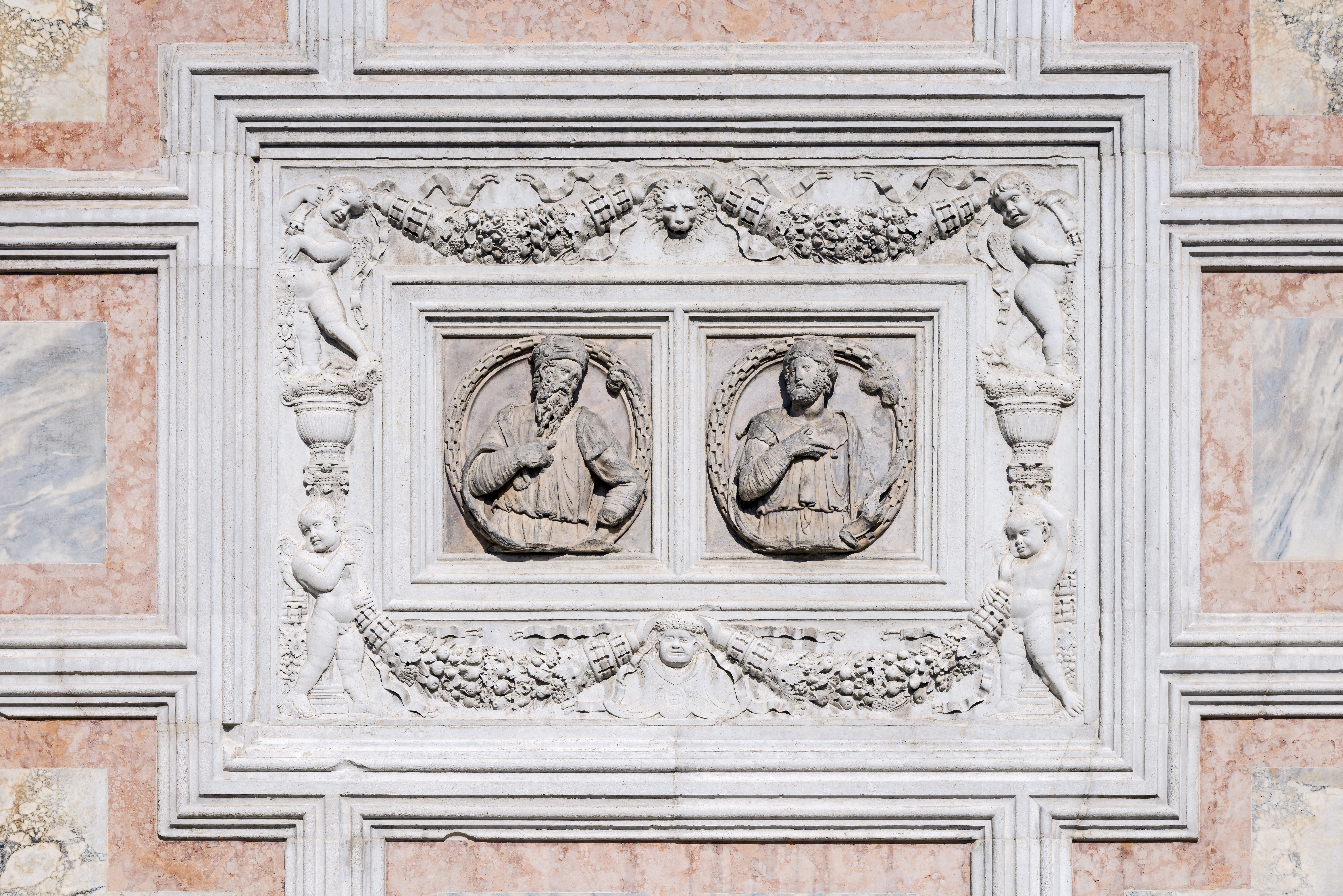
Bas-relief représentant les apôtres - Cristoforo Solari
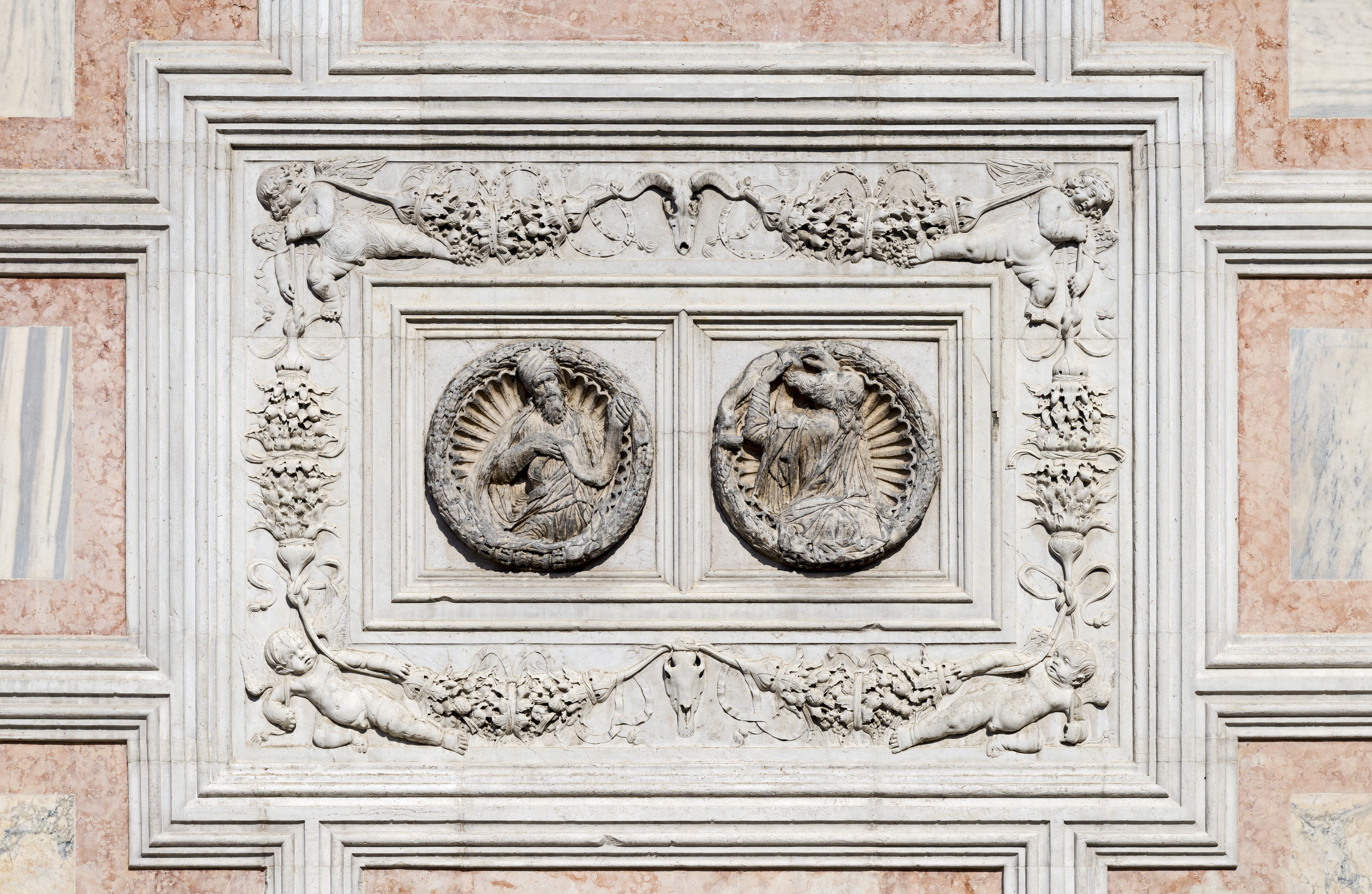
Bas-relief représentant les apôtres

### Intérieur
L'intérieur possède une abside entourée d'un déambulatoire éclairé par de hautes fenêtres gothiques, une caractéristique typique de l'architecture des églises du Nord de l'Europe qui est unique à Venise. Les murs des couloirs sont entièrement recouverts de peintures de Giovanni Bellini (1425-1516), de Palma le Vieux (1480-1528), du Tintoret (1518-1594), de Giuseppe Porta (1520 - 1575) (Intercession de saint Cosme et saint Damien), de Van Dyck (1599-1641), d'Antonio Balestra (1666-1740), de Tiepolo (1696-1770), d'Andrea Celesti (Présentation de Jésus au temple, v. 1710) et de son élève Angelo Trevisani.
Le sculpteur Alessandro Vittoria est également enterré dans l'église, son tombeau est orné de son buste autoportrait.

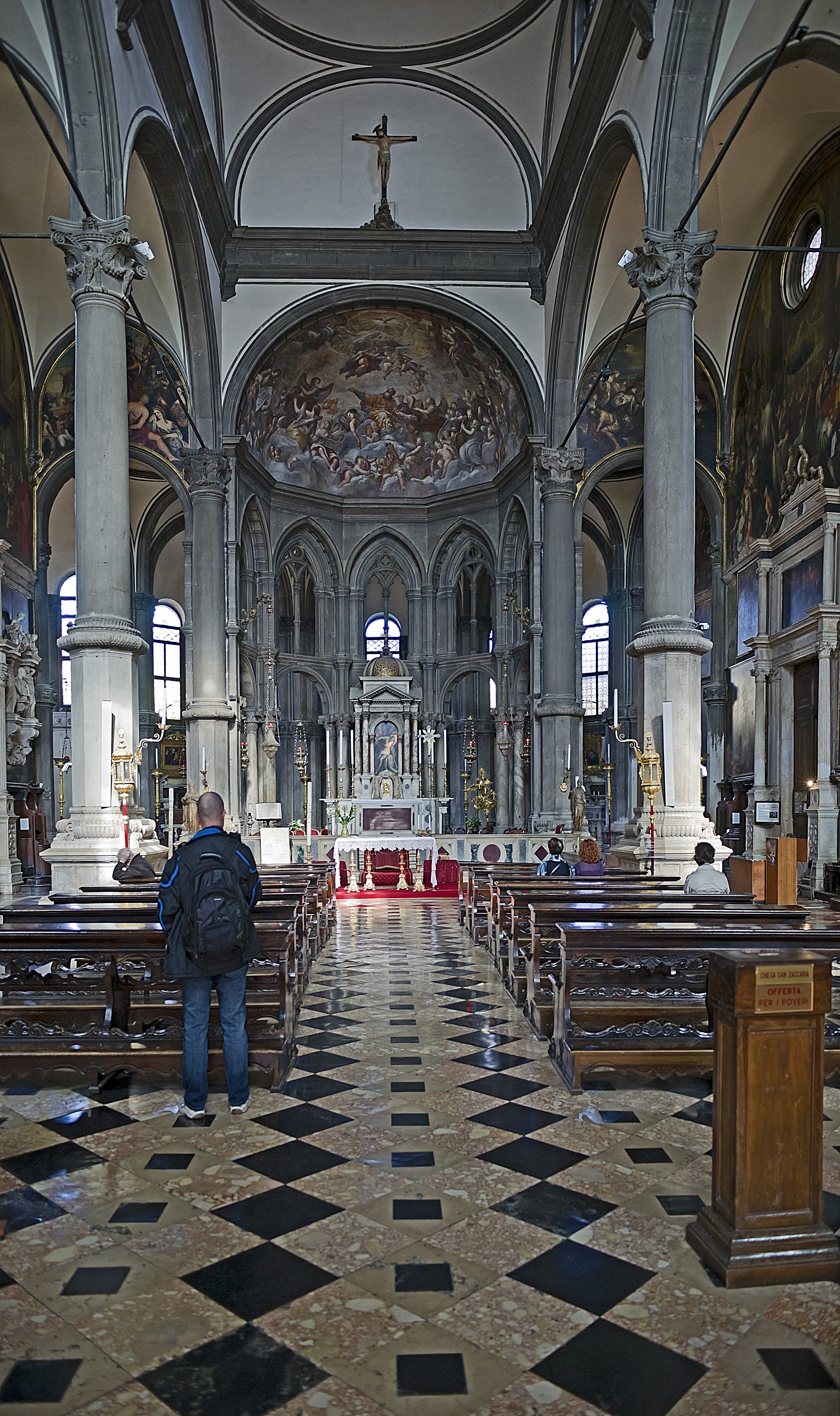
L'intérieur de la nef
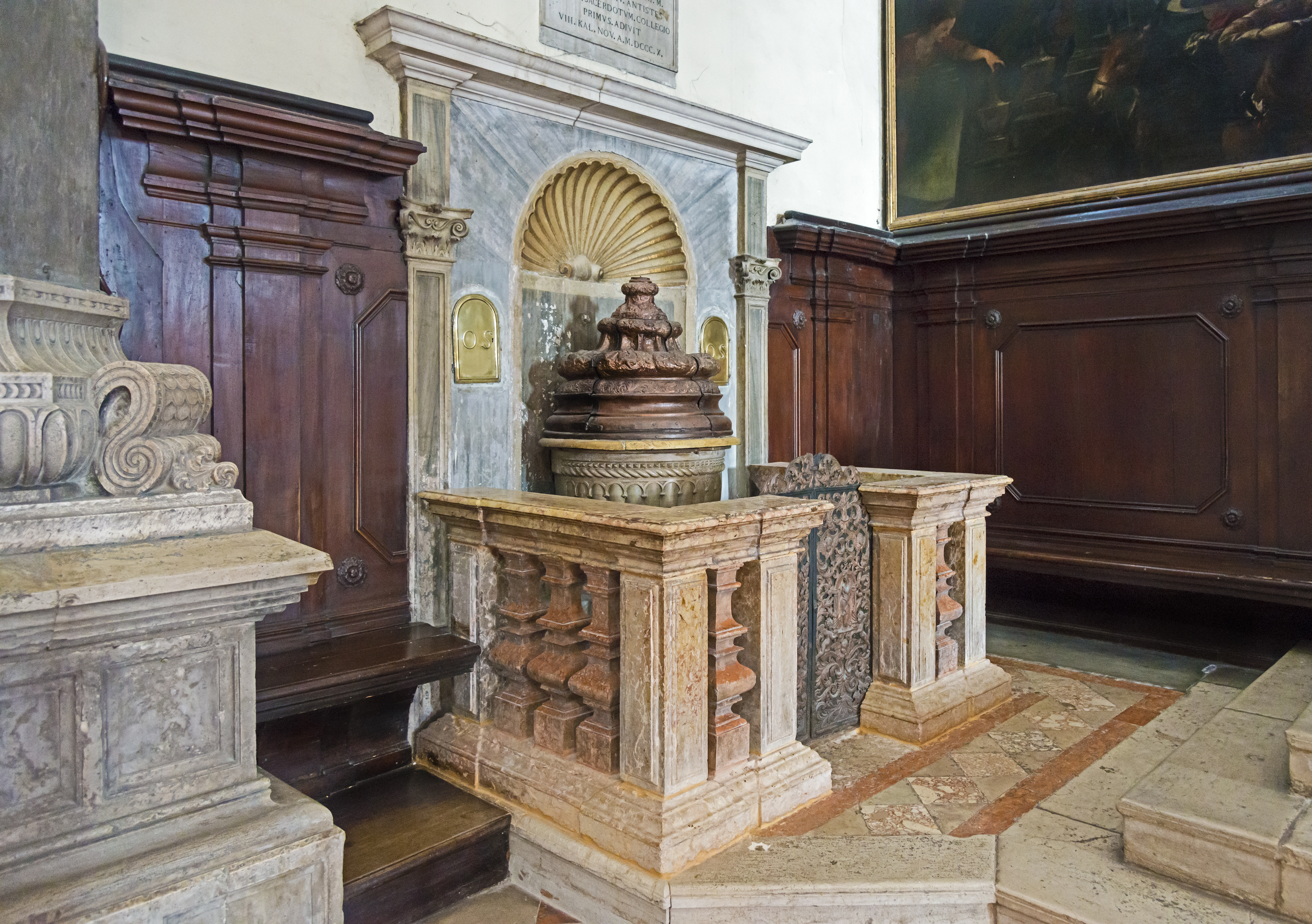
Les fonts baptismaux contre-façade à gauche.

## Description

### Le Chœur
- Au-dessus du tabernacle "le Christ Mort" par Palma le Jeune (1548-1628).
- La fresque du plafond du chœur est du peintre Gerolamo Pellegrini (v. 1624- Après 1700). La date de 1795 au pied de l'ange le plus bas est la date de la restauration de la fresque par Luigi Rizi.
- Dans le déambulatoire,

sur le mur gauche de la première chapelle à droite du chœur : "Saint Pierre et le coq" de Francesco Rosa (huile sur toile, v. 1670)
l'orgue de chœur est une œuvre de Gaetano Callido (Op.290 1790)

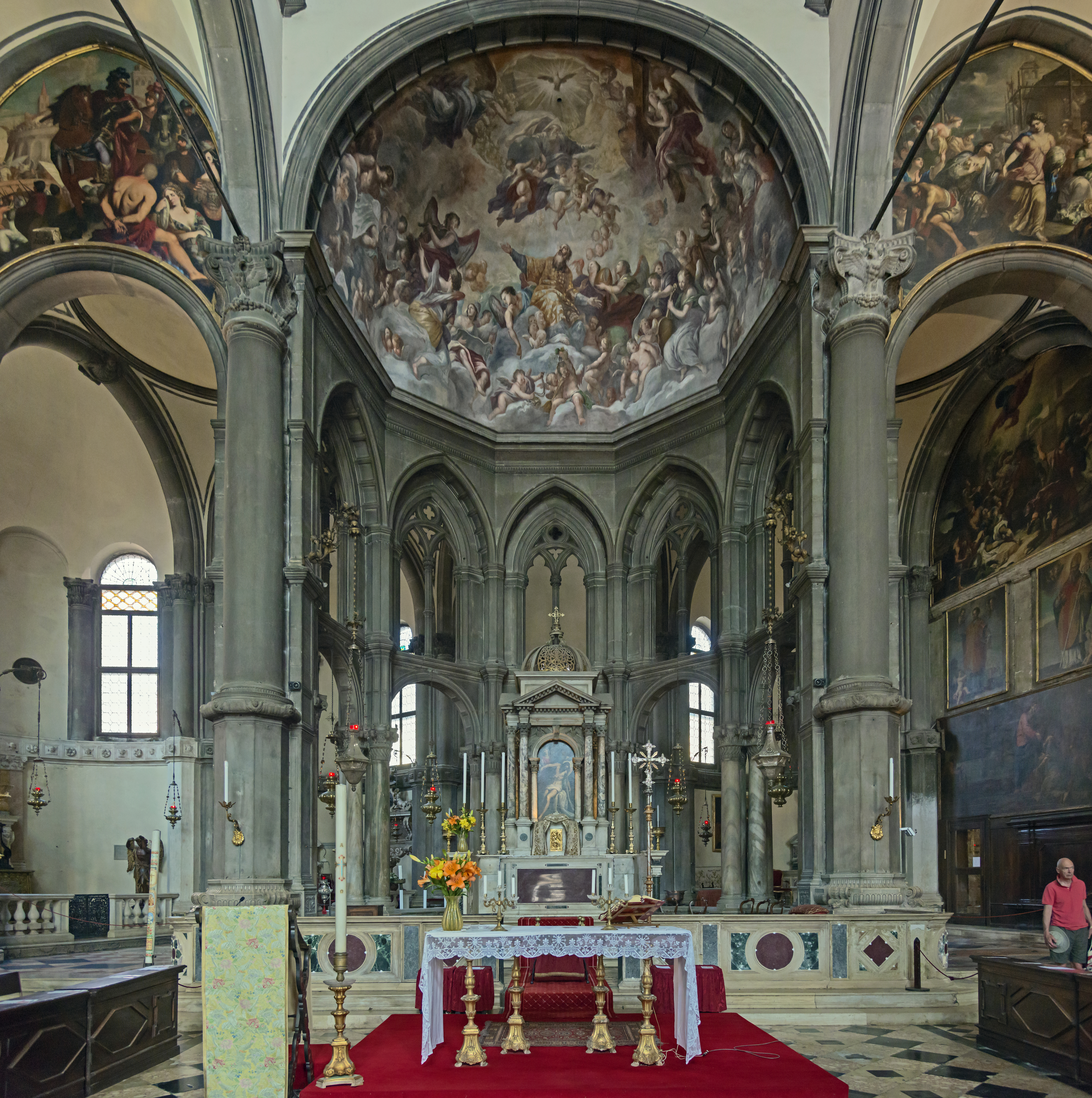
Le chœur
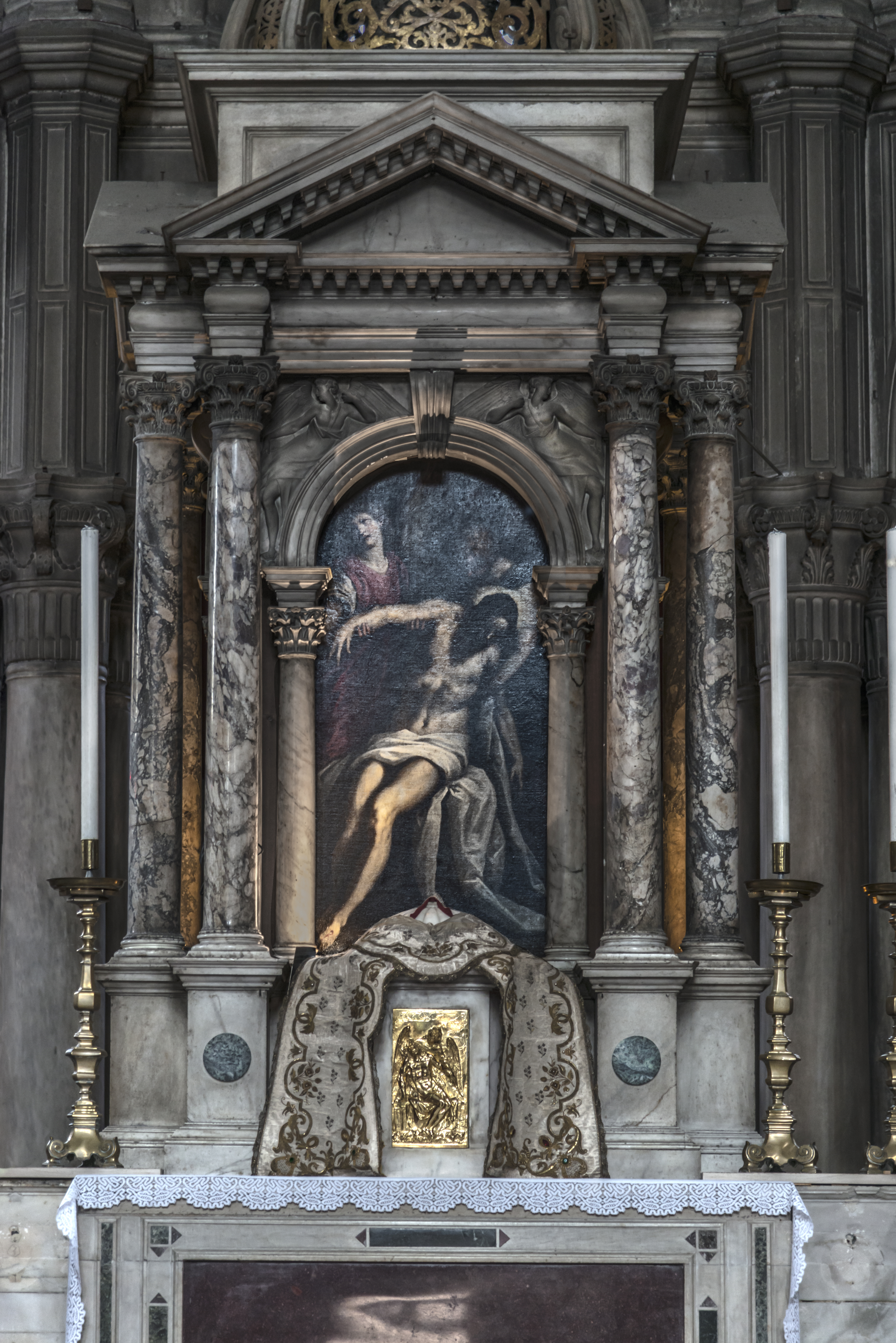
Le maître-autel "Le Christ mort" de Palma le Jeune
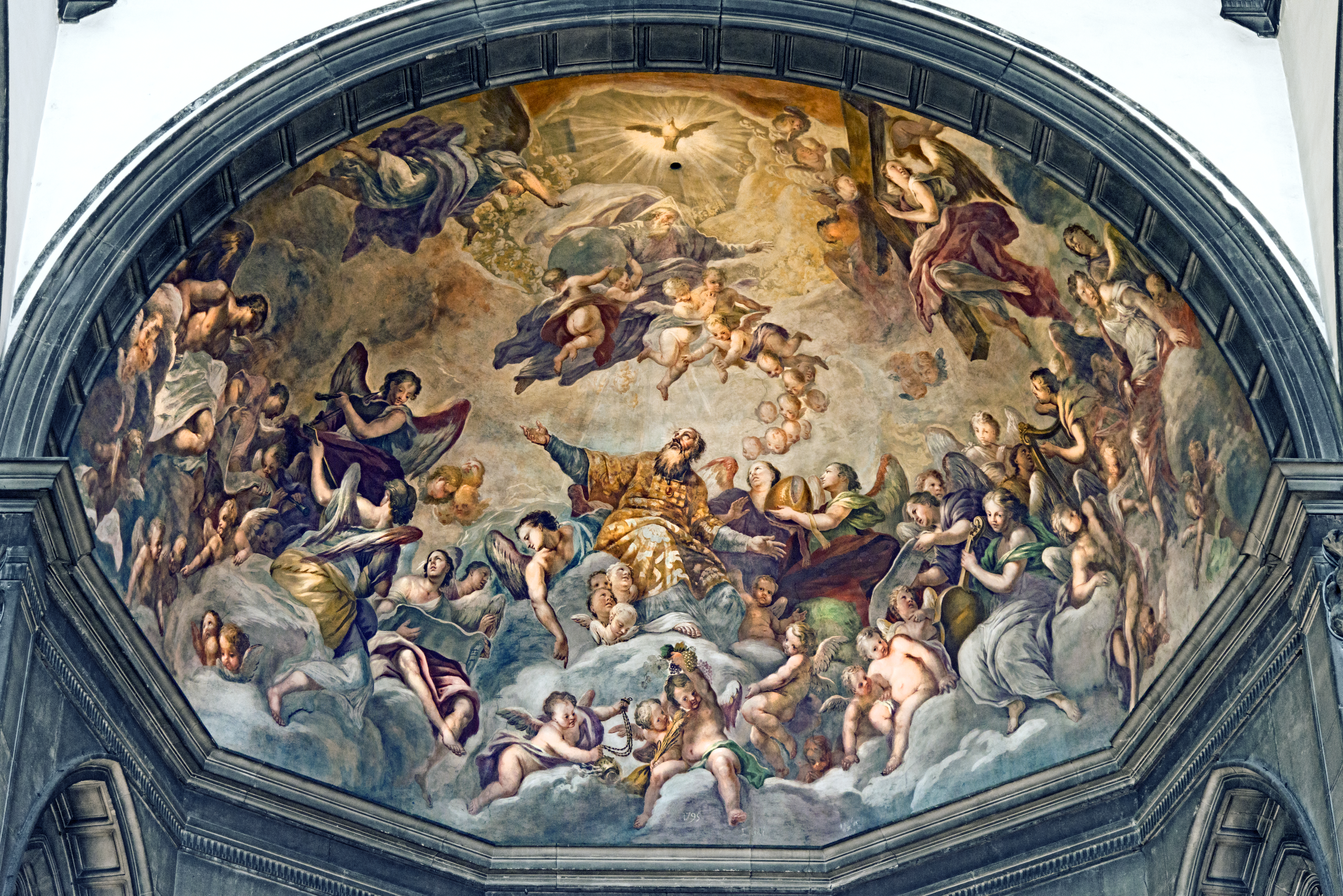
Saint Zacharie en gloire Gerolamo Pellegrini
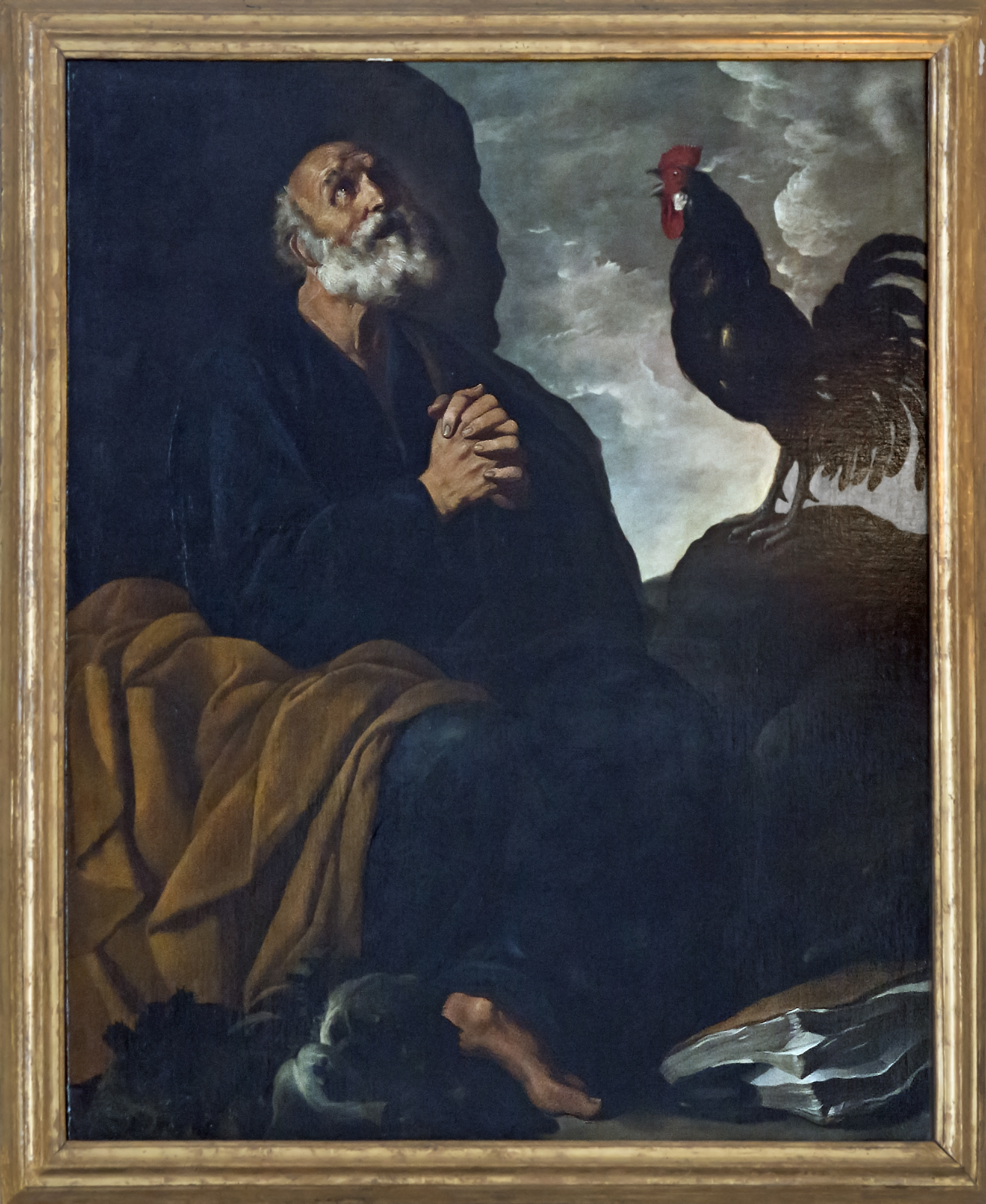
"Saint Pierre et le coq" Francesco Rosa
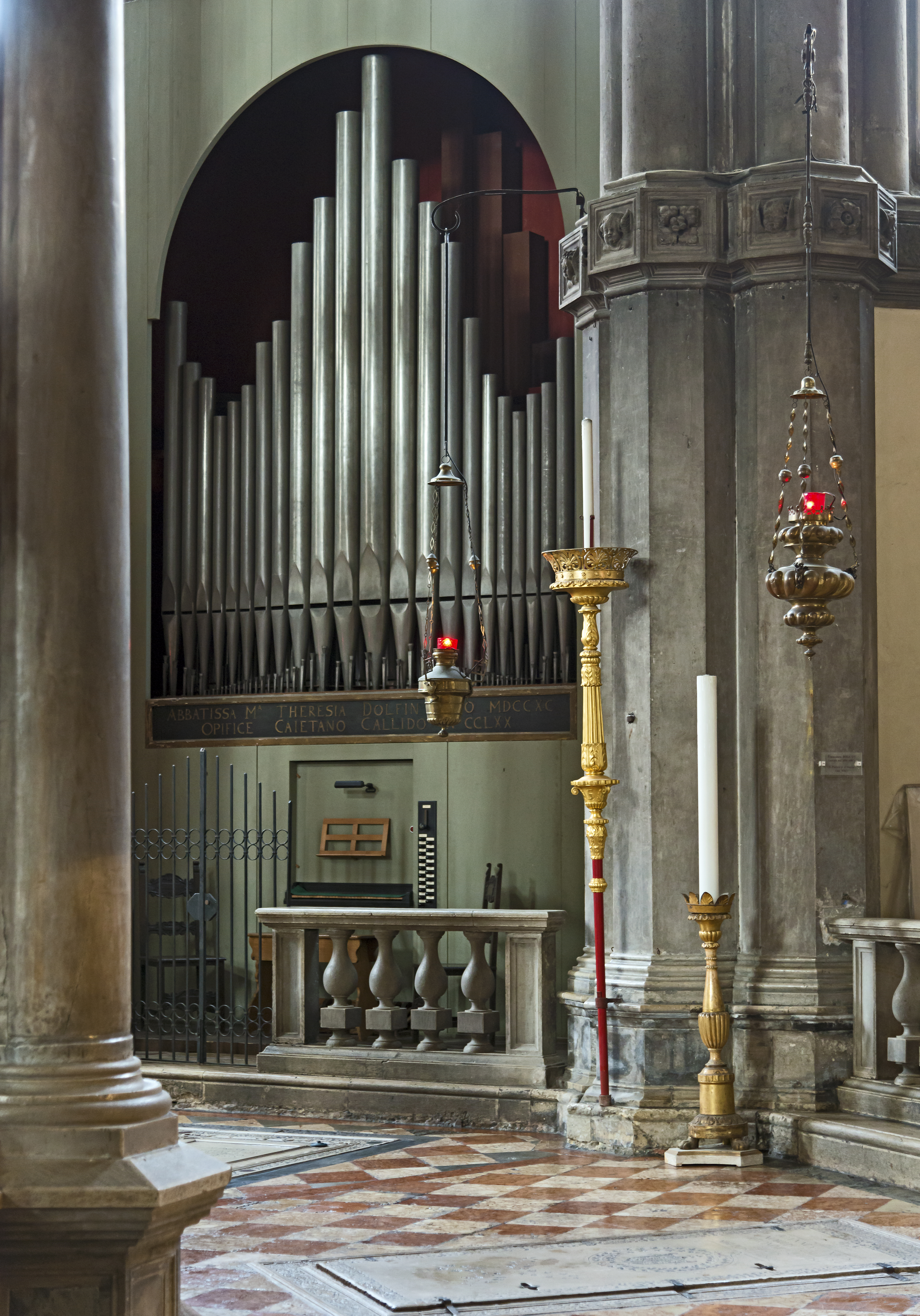
L'orgue de Gaetano Callido

### Partie droite de la nef
- Vierge à l'Enfant, saint Benoît et autres saints (1605) de Palma le Jeune
- au-dessus, une fresque d'Antonio Zonca : La Visite du Doge à l'église pour Pâques (1688)
- Adoration des mages (vers 1717) de Niccolò Bambini
- l'autel de Saint Zacharie avec les tombes de Zaccarie et d'Athanase d'Alexandrie, œuvre en marbre polychrome d'Alessandro Vittoria, avec le tableau de Palma le jeune, Saint Zacharie en gloire entre les anges.
- au-dessus, la Visite du monastère par l'empereur Otton III en l'an 1001, accompagnée par le doge Pietro II Orseolo, de Gian Antonio Fumiani
- dernière lunette avant le chœur : une fresque de H. Heintz du XVIIIe représentant Le doge Pietro Lando assiste à la consécration de l'église en 1543 avec Giovanni Lucio Stofilio, évêque de Sibenik. Sibenik étant alors une possession vénitienne. Au-dessous de cette œuvre l'entrée de la chapelle de Sant’Atanasio.
- au-dessus de l'entrée de l’abside, une fresque d'Antonio Zonca : L'épouse, la fille et les parents de Jules, réfugiés de Padoue débarquent sur l'île de Dorsoduro (vers 1684)

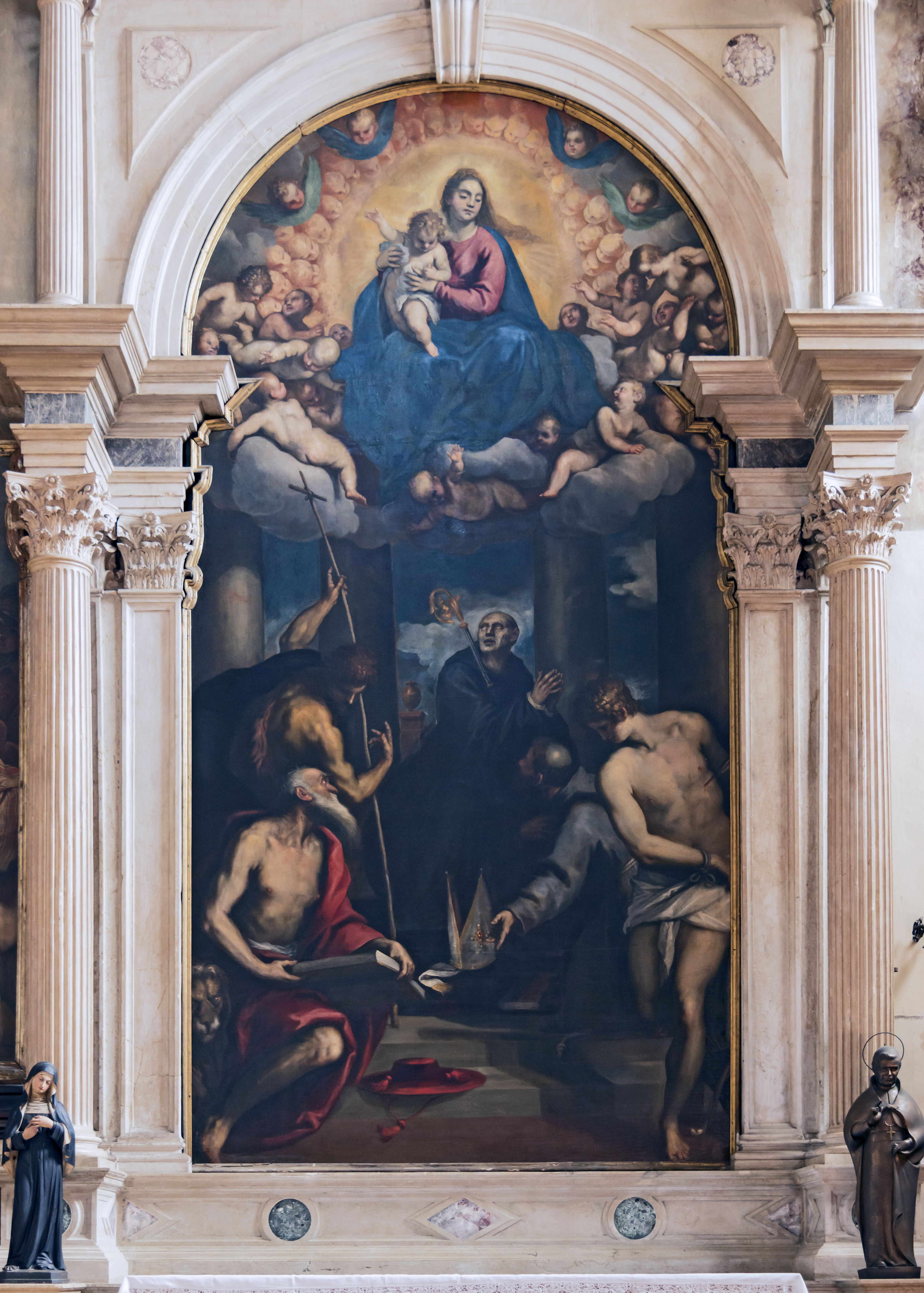
Madone et saints Palma le jeune
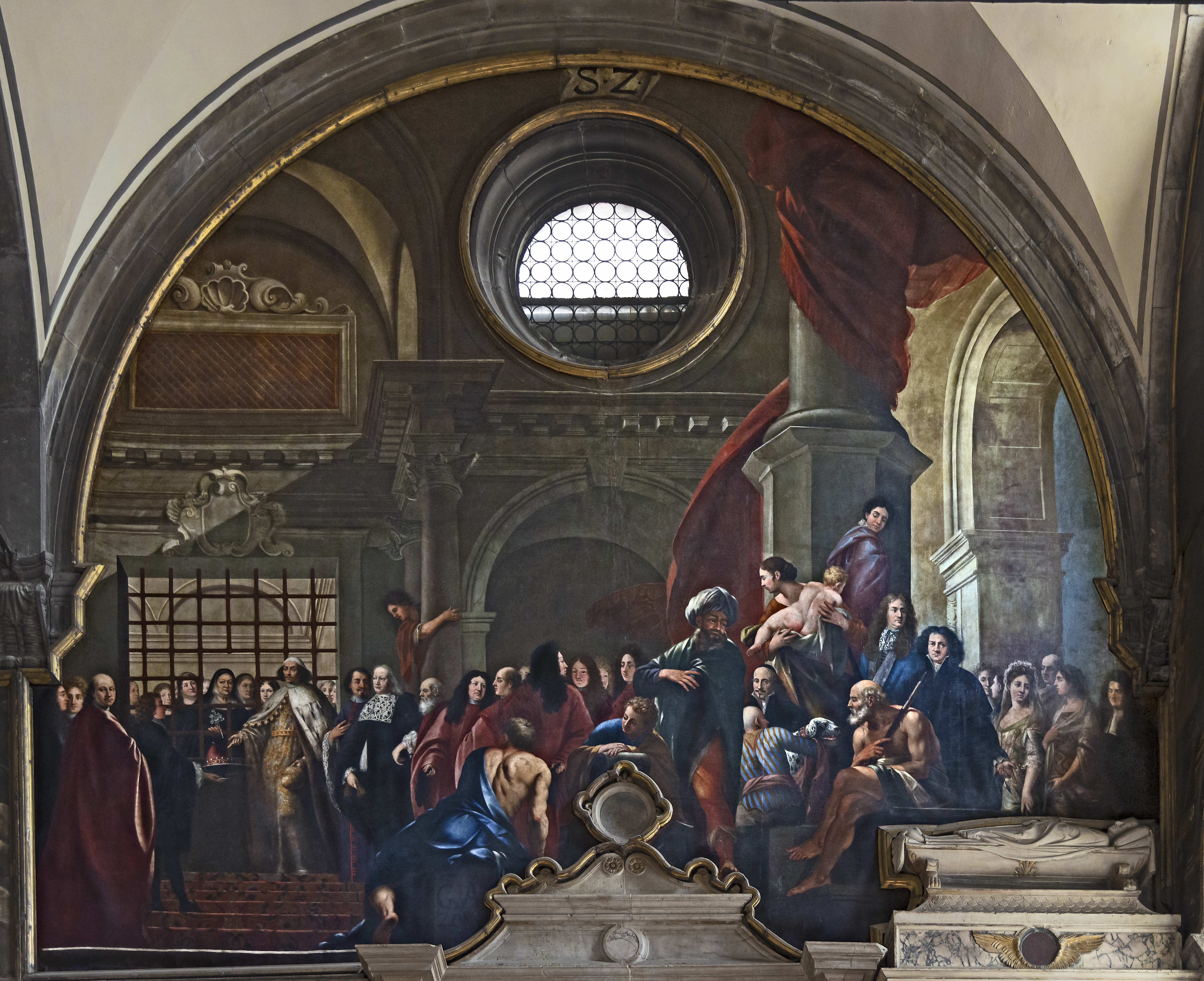
La visite du Doge à l'église pour Pâques, 1688 par Antonio Zonca
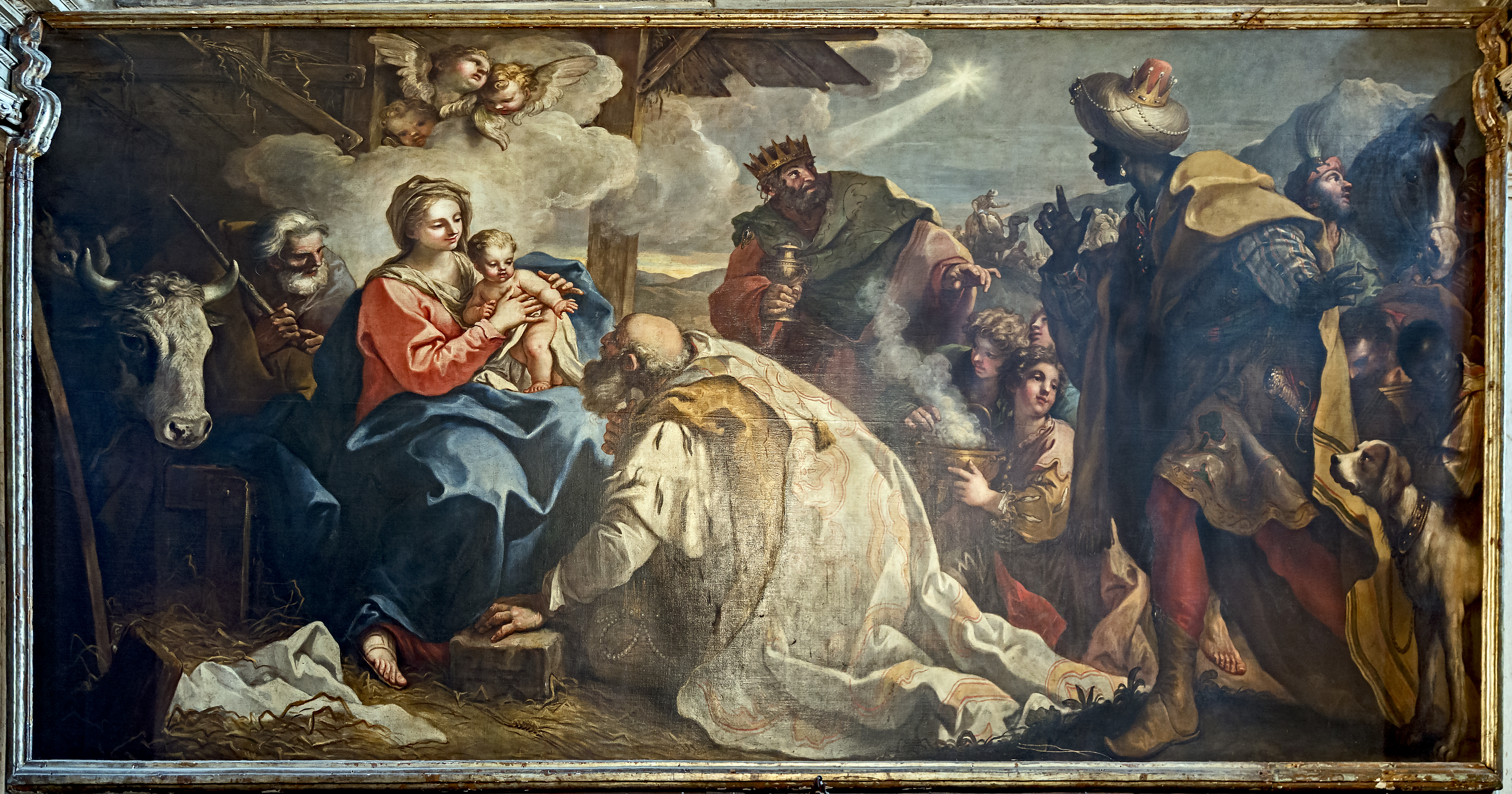
L'adoration des Mages Niccolò Bambini
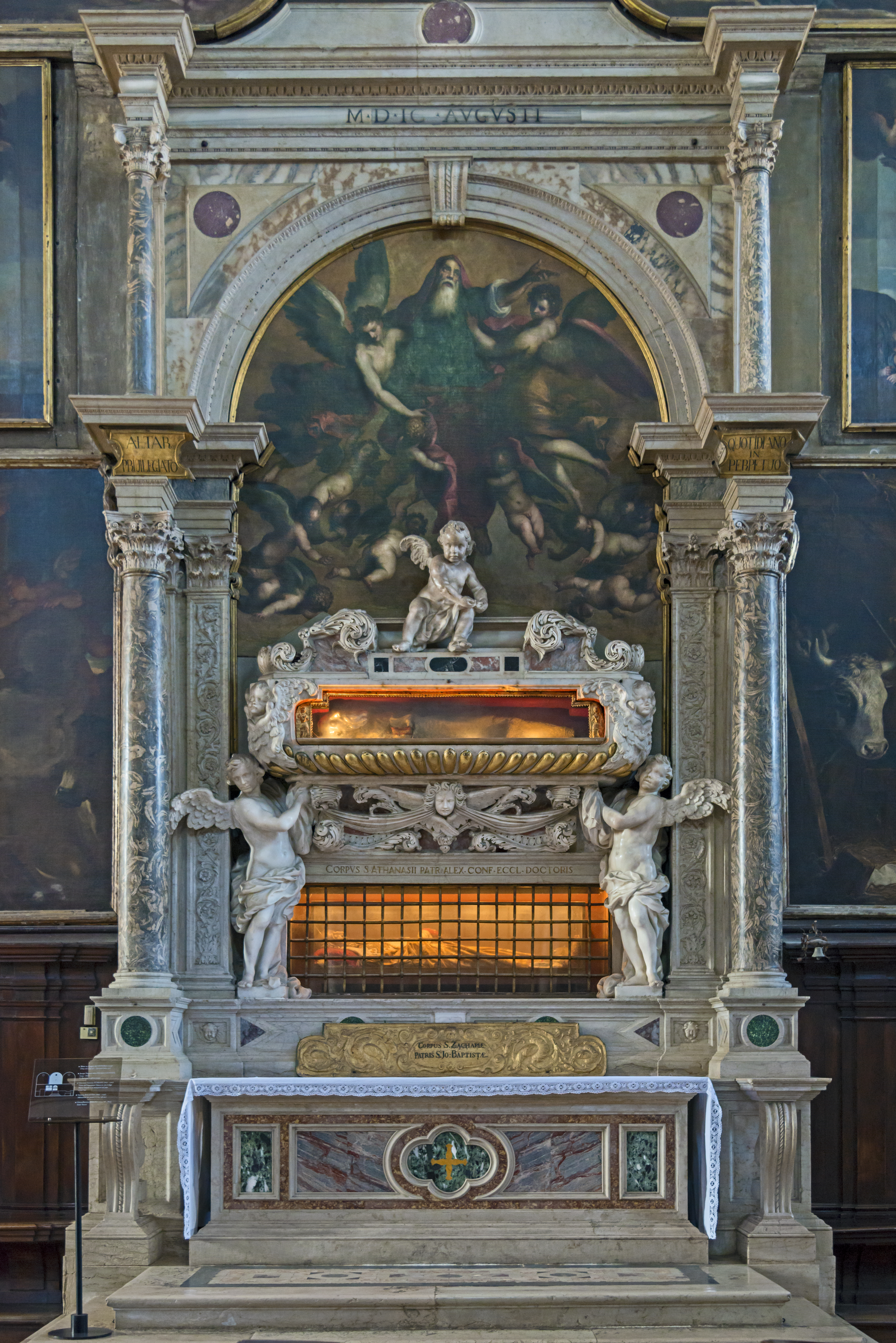
Autel de San Zaccarie Marbre d'Alessandro Vittoria Tableau de Palma le jeune
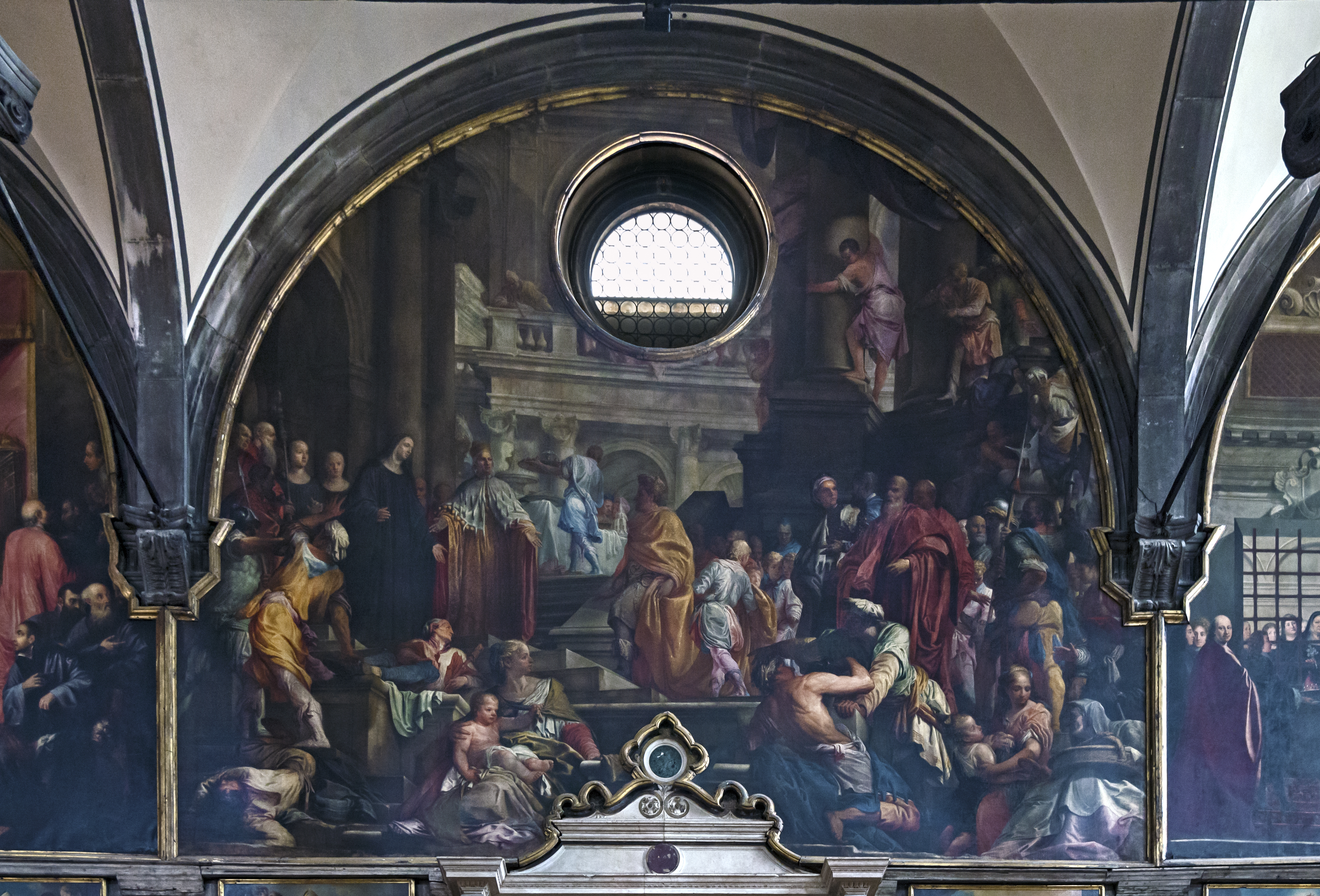
"Visite du monastère par l'empereur Otton III" Gian Antonio Fumiani.
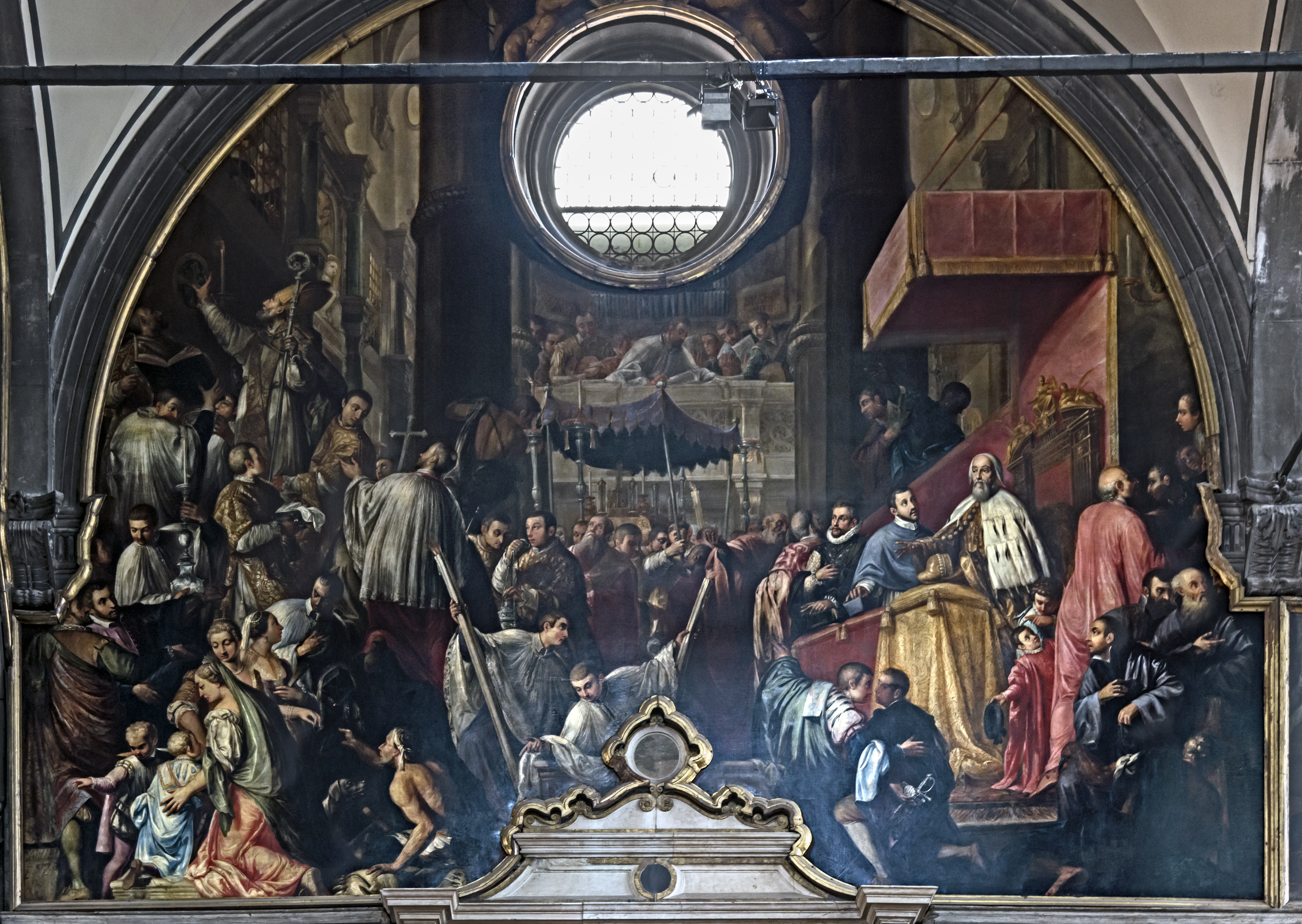
"Le doge Pietro Lando assiste à la consécration"
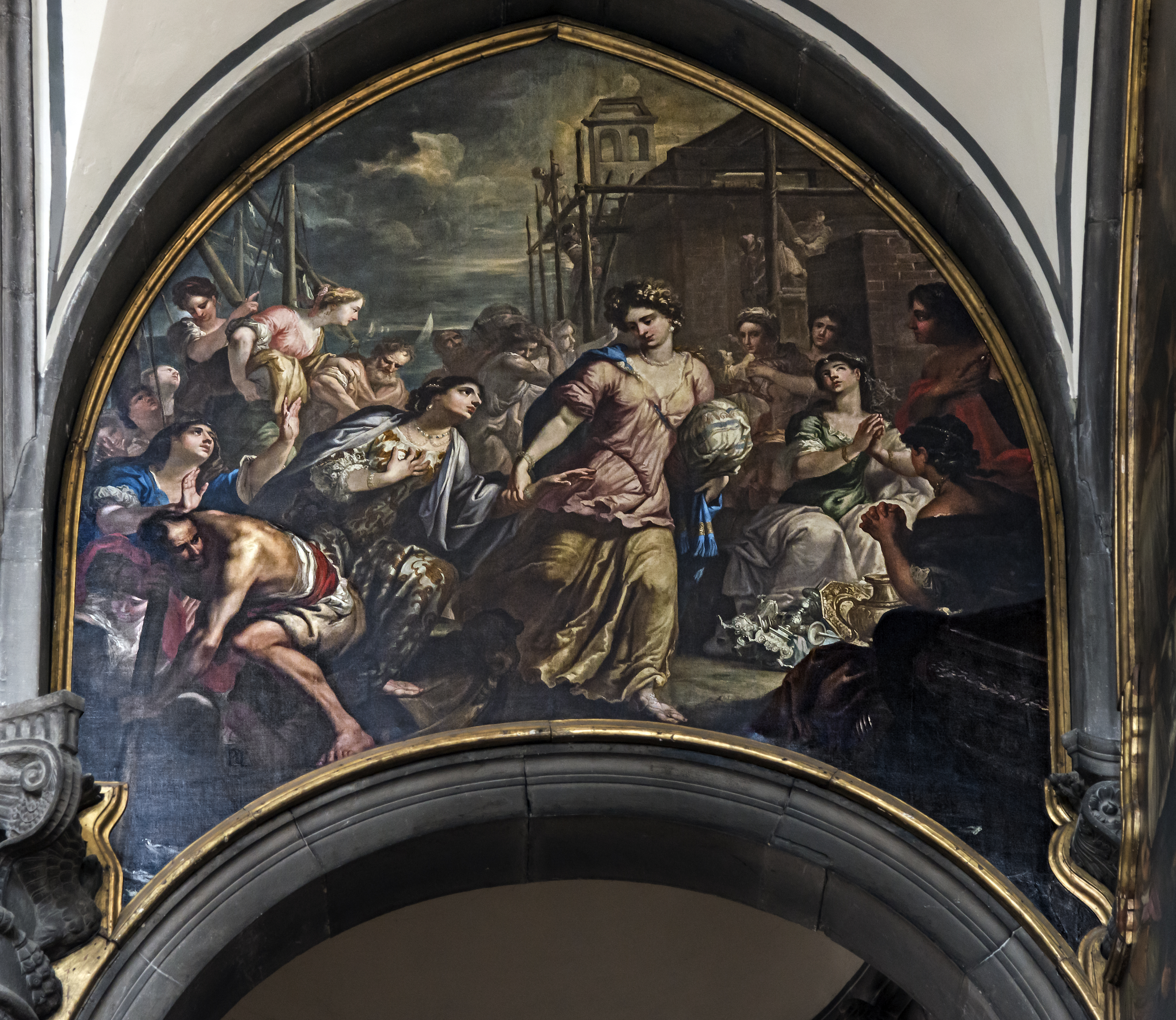
Entrée droite de l'abside Fresque d'Antonio Zonca.

### Partie Gauche de la nef
- Les Noces de Marie  (vers 1600) d'Antonio Vassilacchi (dit l'Aliense)
- une Conversation sacrée (1505) de Giovanni Bellini
- la Présentation de Marie au Temple(vers 1600) d'Antonio Vassilacchi (dit l'Aliense)
- près de la sacristie, le monument funéraire d'Alessandro Vittoria avec, en son centre, le buste en marbre autoportrait de l'auteur
- au-dessus de l'entrée de l'abside, une fresque d'Antonio Zonca, Attila conquit Aquilée et Gilio tente de sauver sa femme et sa fille

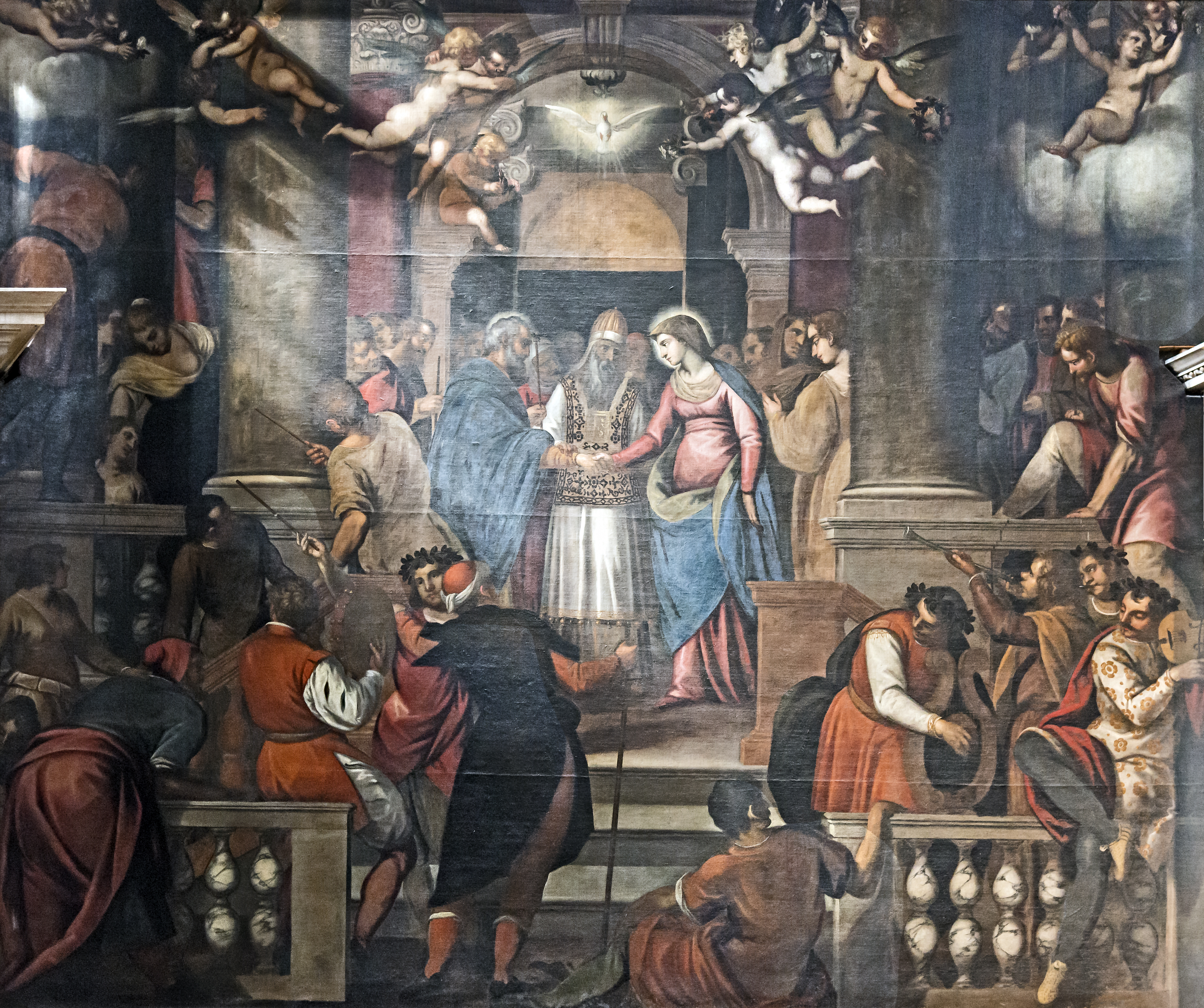
Les Noces de Marie Antonio Vassilacchi
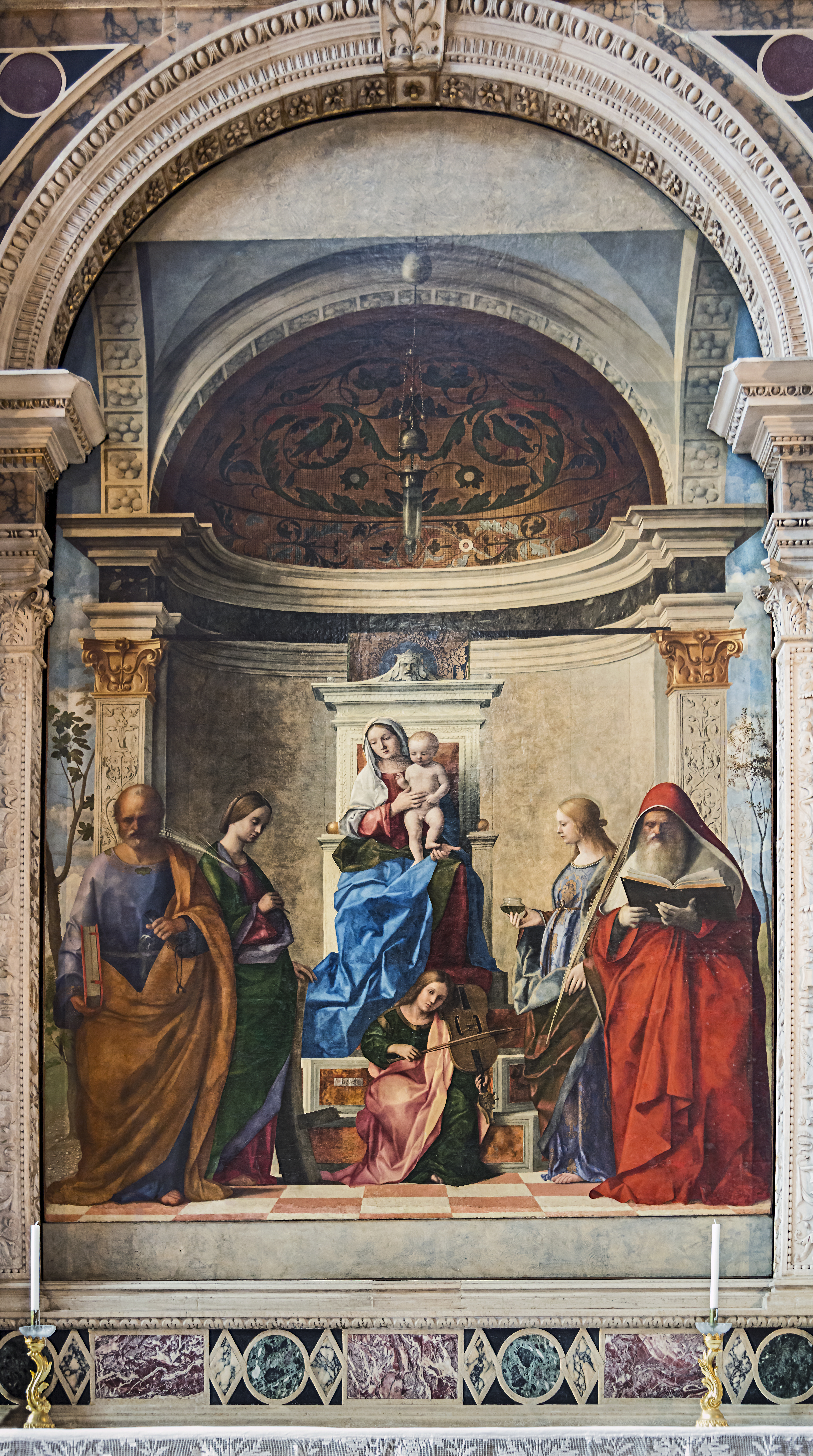
Conversation sacrée Giovanni Bellini
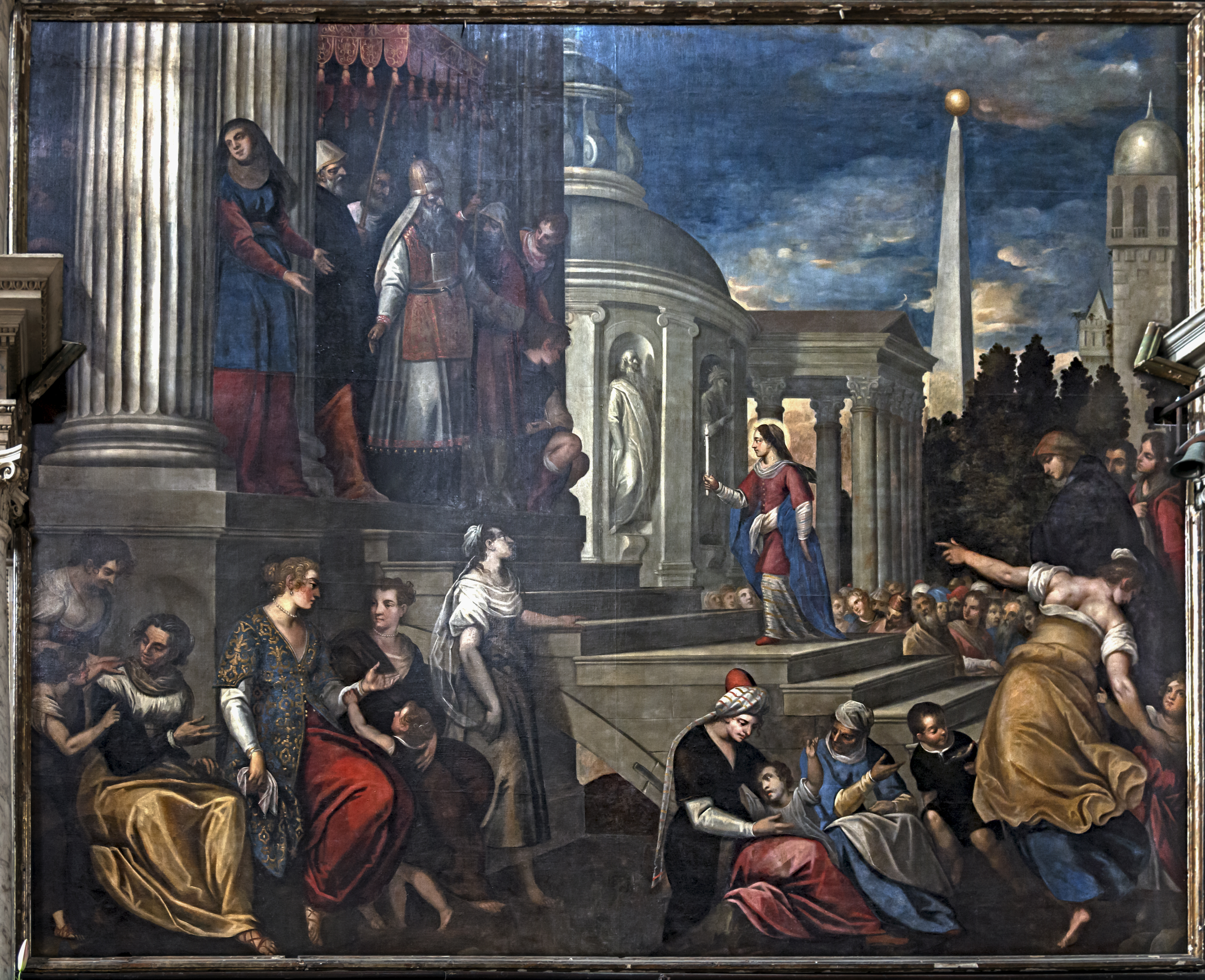
Présentation de Marie au Temple Antonio Vassilacchi
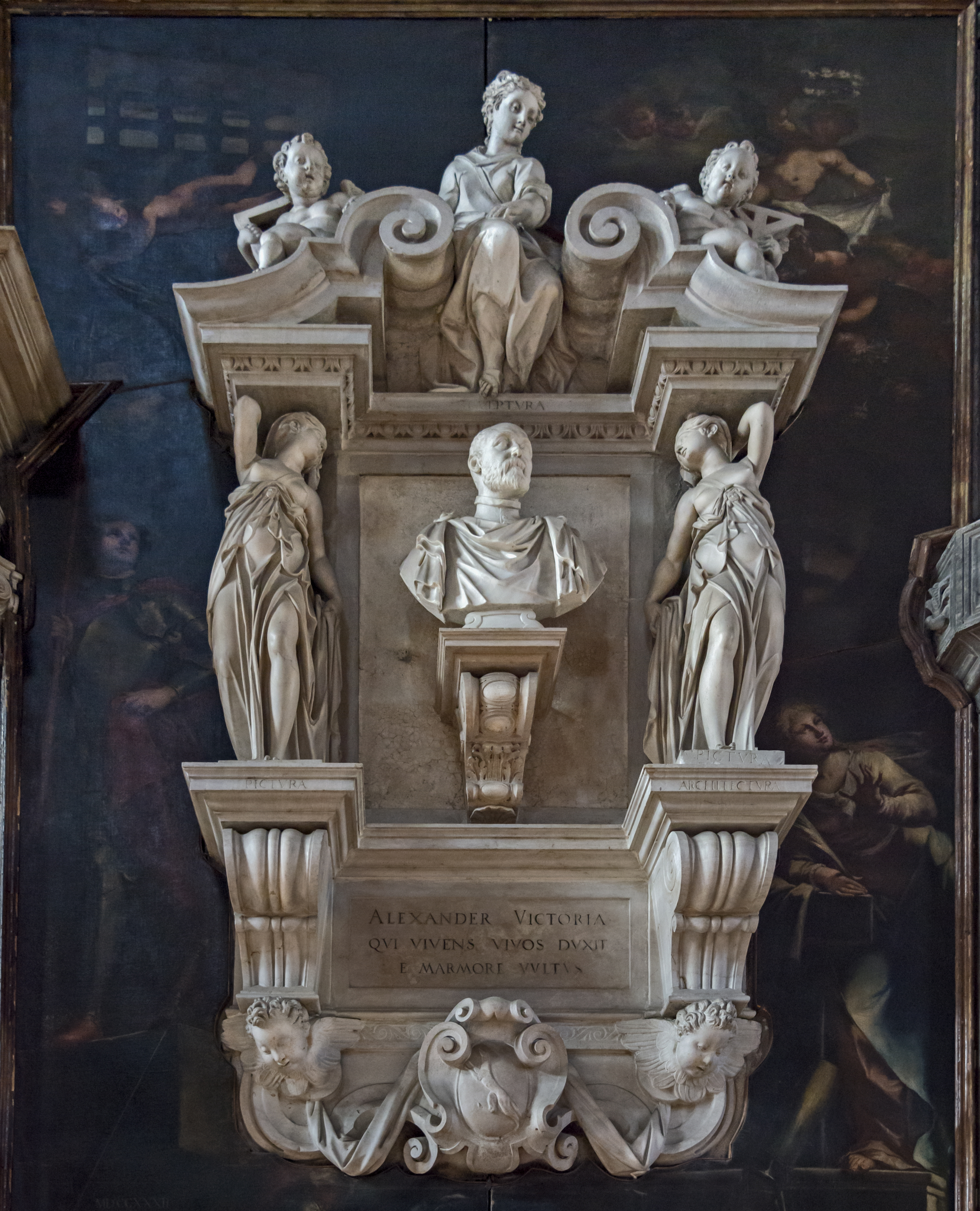
Le tombeau d'Alessandro Vittoria
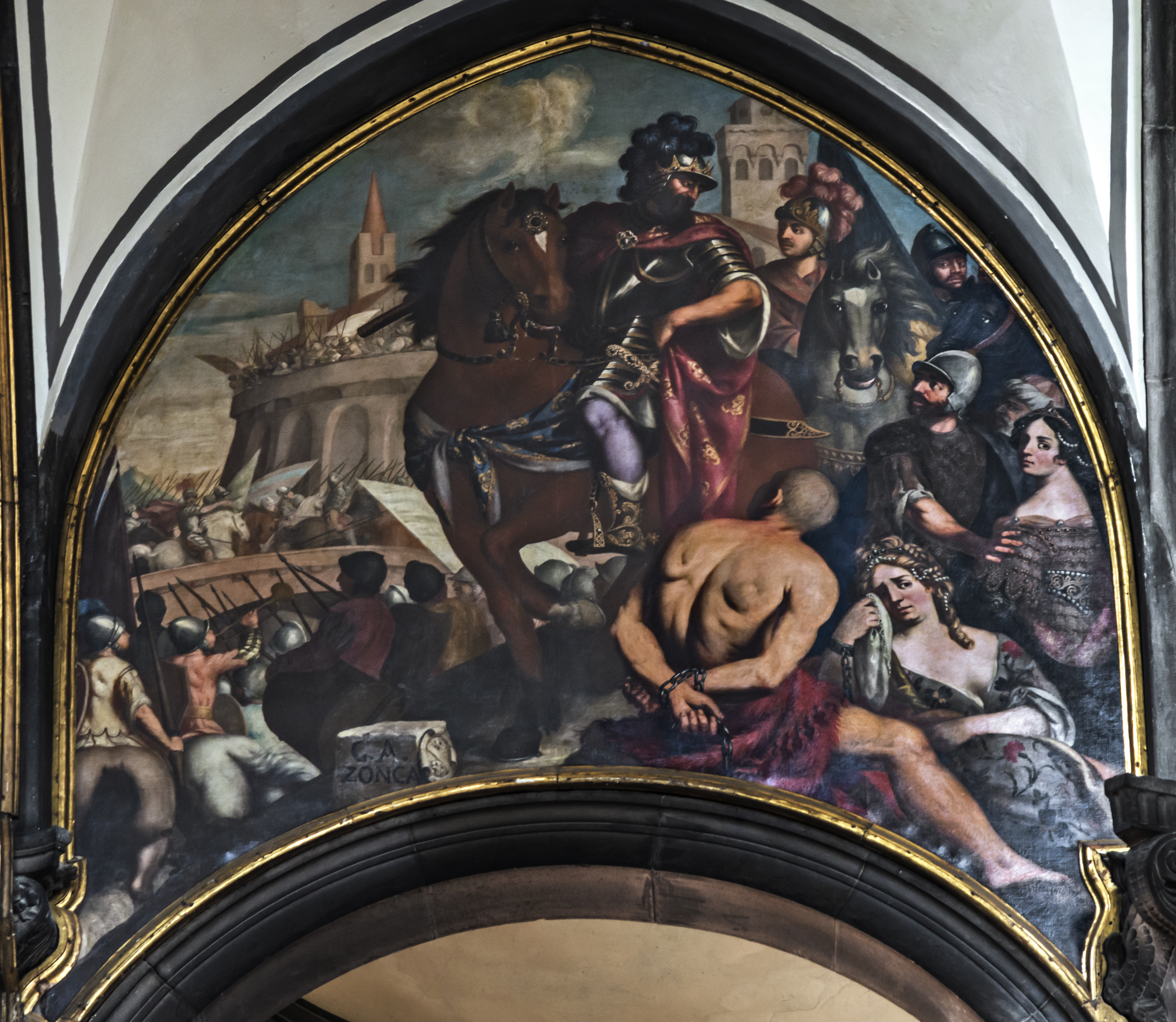
Entrée gauche de l'abside Fresque d'Antonio Zonca.

### Chapelle de Sant’Atanasio
- La Vierge, l'Enfant Jésus, et autres saints (1512), Palma le vieux
- David vainqueur de Goliath...   (1595), Palma le jeune
- Oraison dans le jardin des Oliviers (v. 1660), Michele Desubleo
- Transport du corps de la Vierge au tombeau, Leandro Bassano
- La Fuite en Egypte, Giambattista Tiepolo
- Saint Grégoire et autres saints (v. 1600), Antonio Vassilacchi .
- La Nativité de saint Jean-Baptiste (v. 1563),  Le Tintoret
- Les stalles datant de 1455-1464 ont été sculptées et marquetées par Francesco et Marco Cozzi di Giampietro de Vicenza

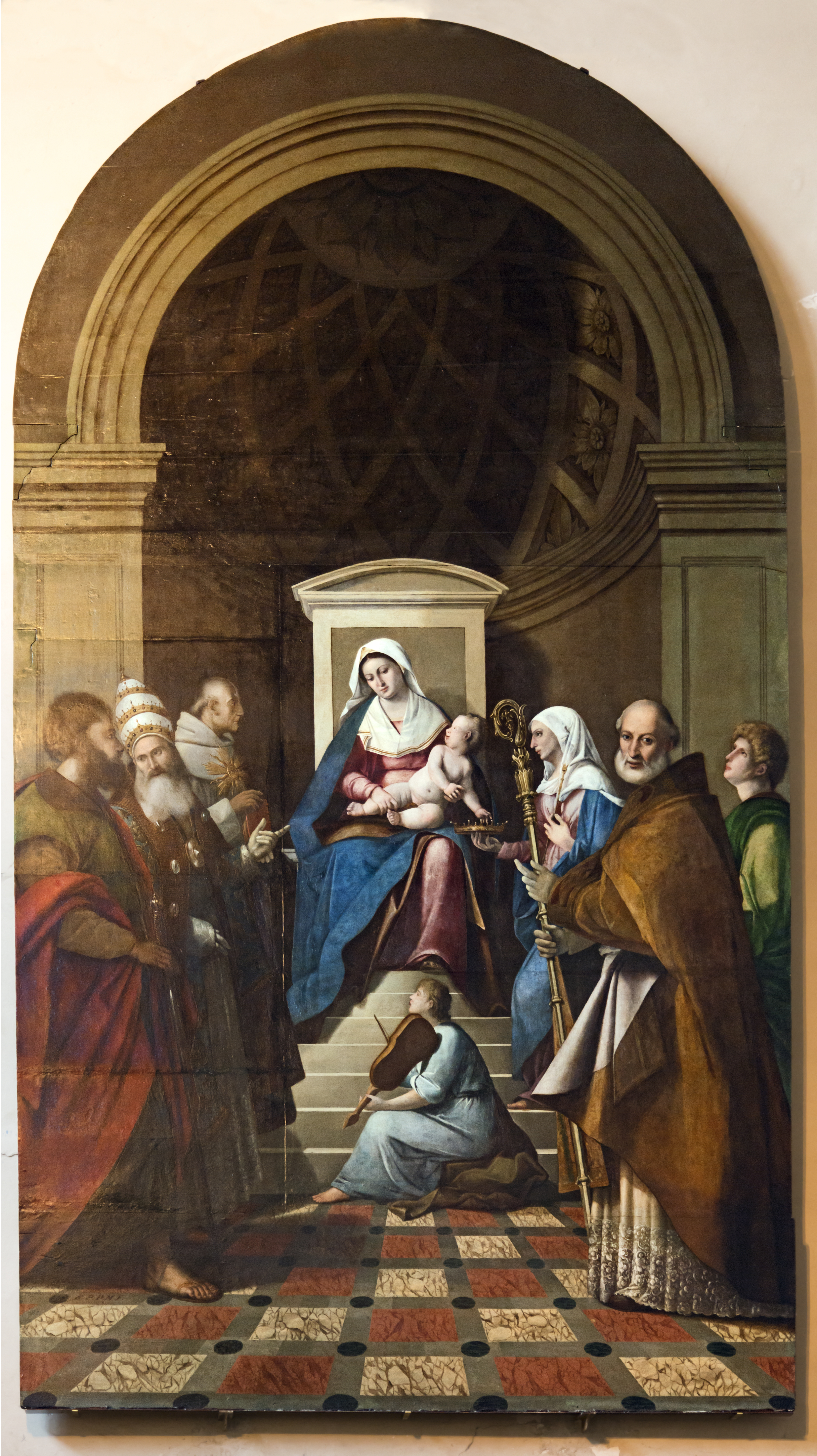
Madone et saints, 1512 Palma le Vieux
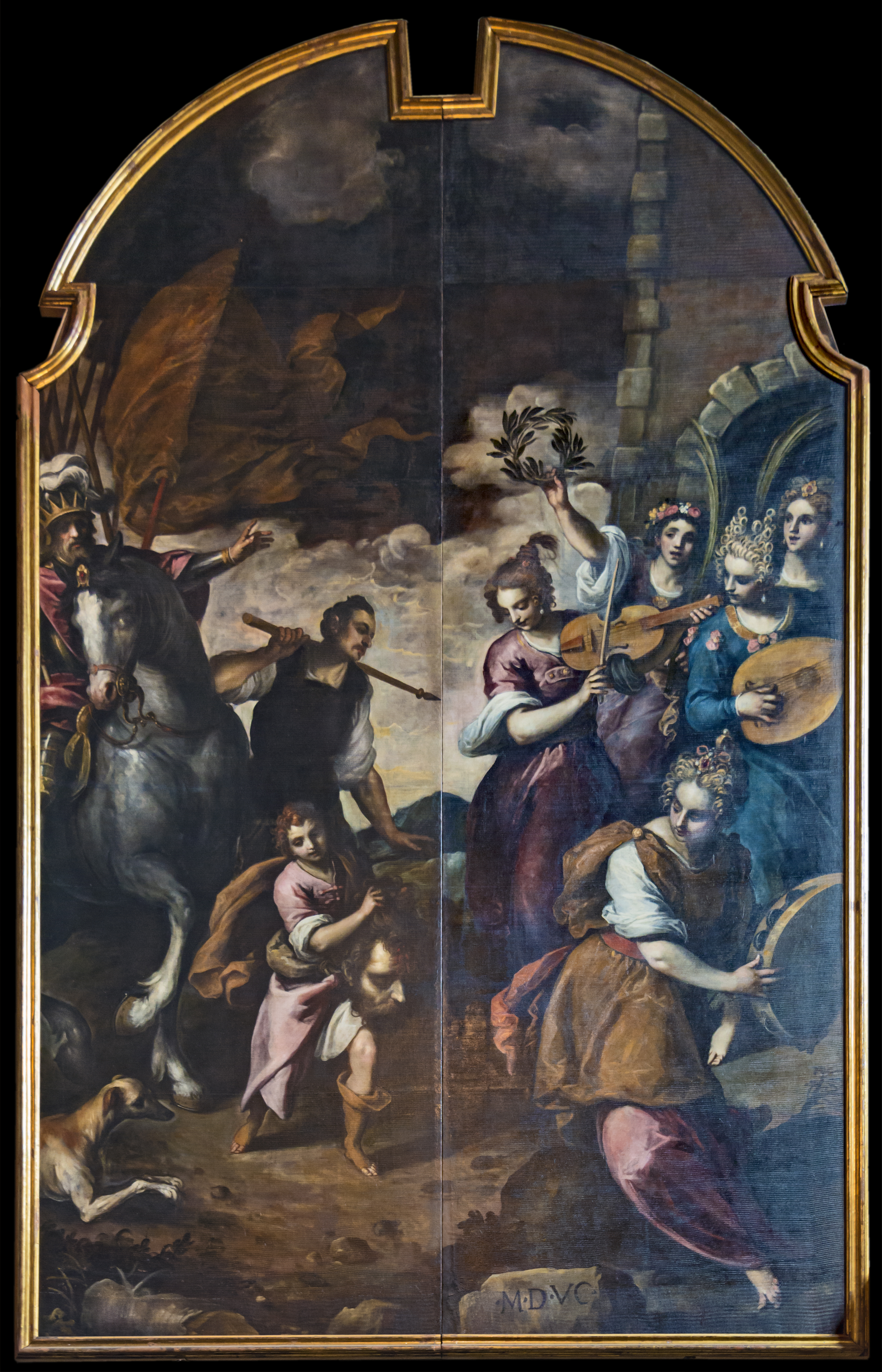
David vainqueur de Goliath, 1595 Palma le jeune
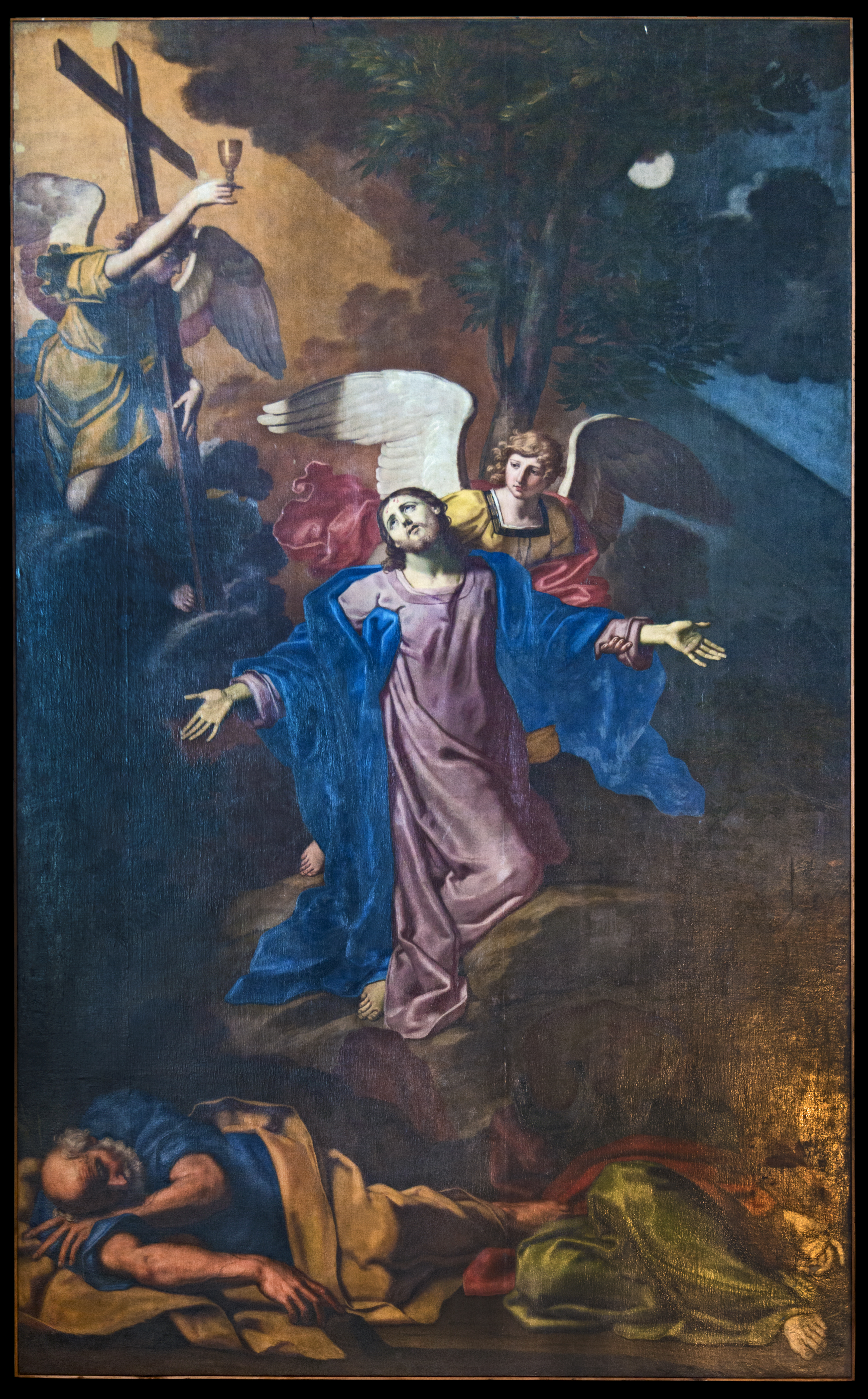
Oraison dans le jardin des Oliviers Michele Desubleo
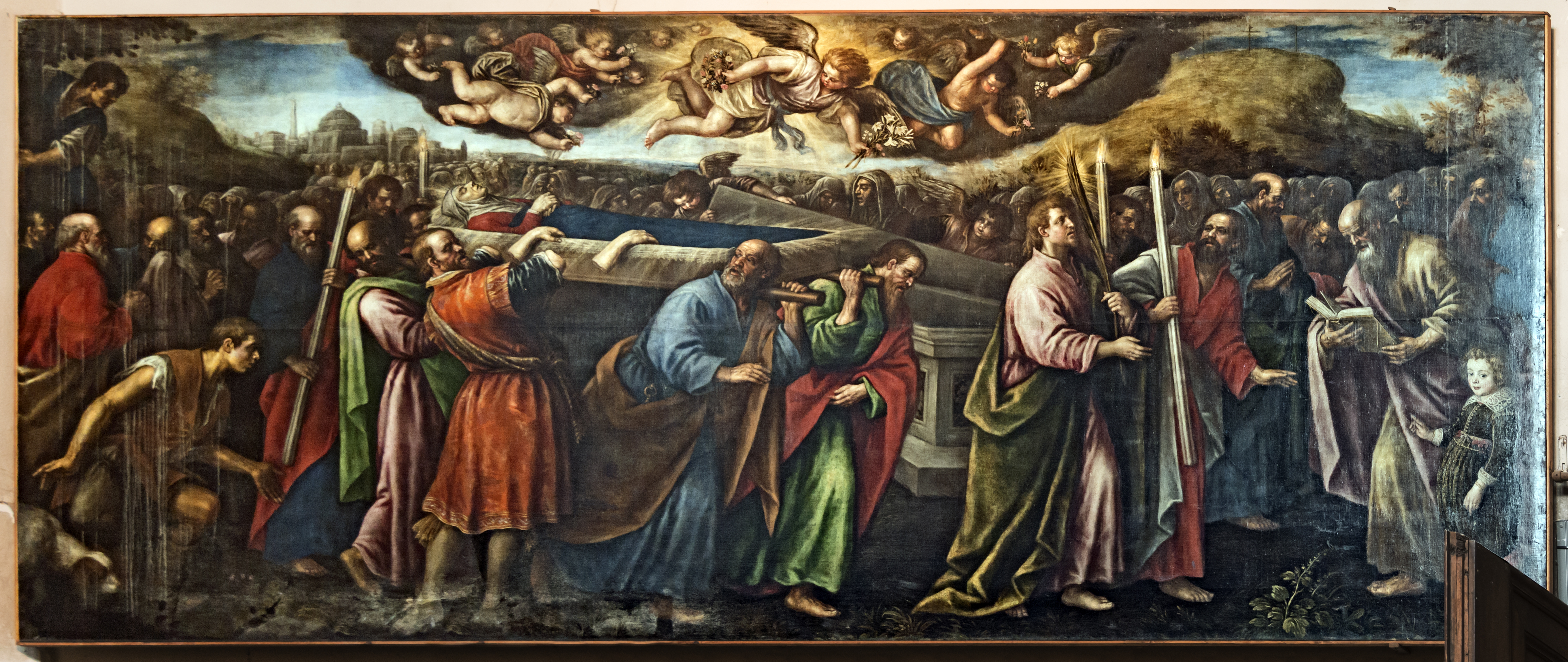
Transport du corps de la Vierge au tombeau Leandro Bassano
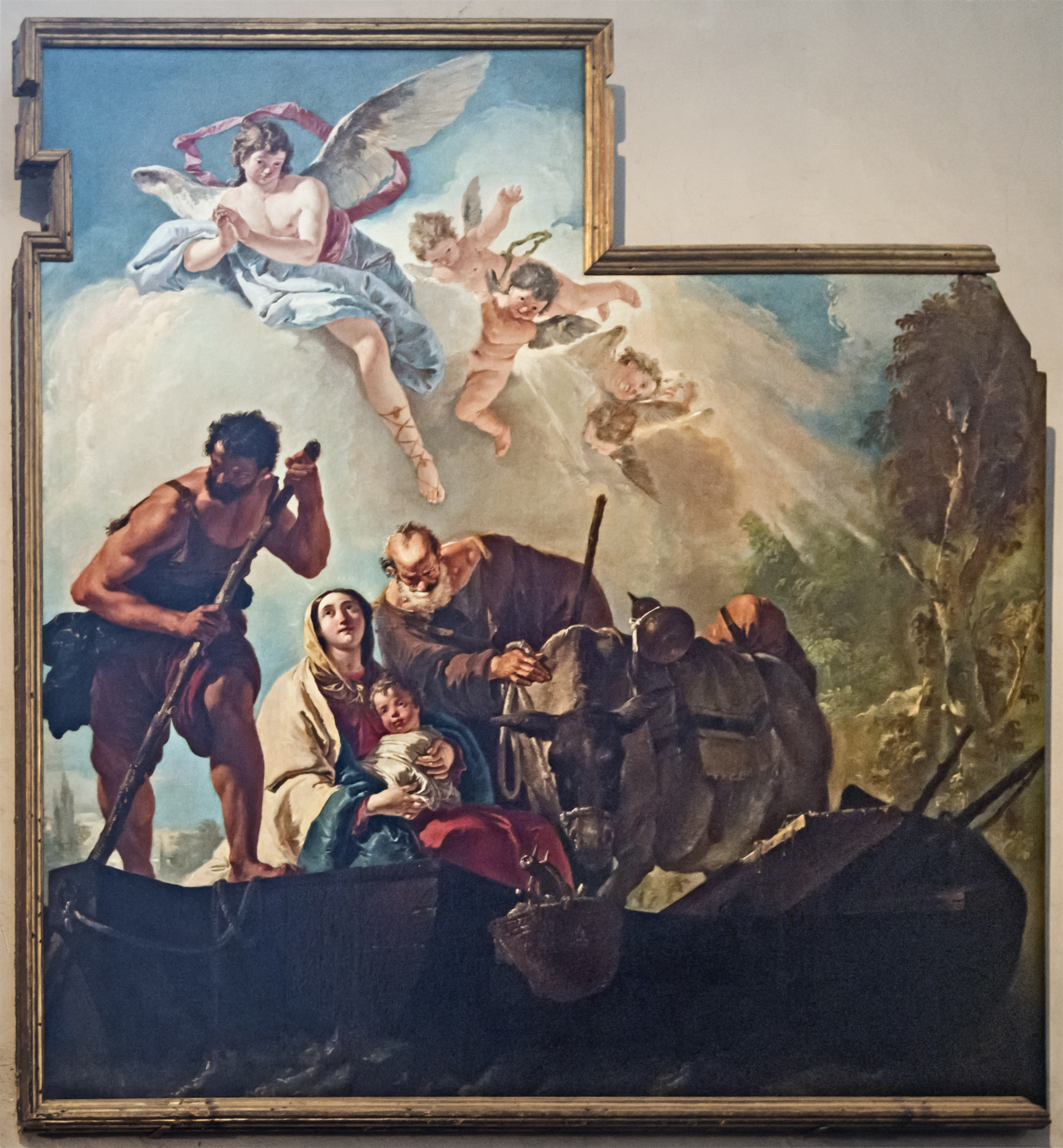
La fuite en Egypte Giambattista Tiepolo
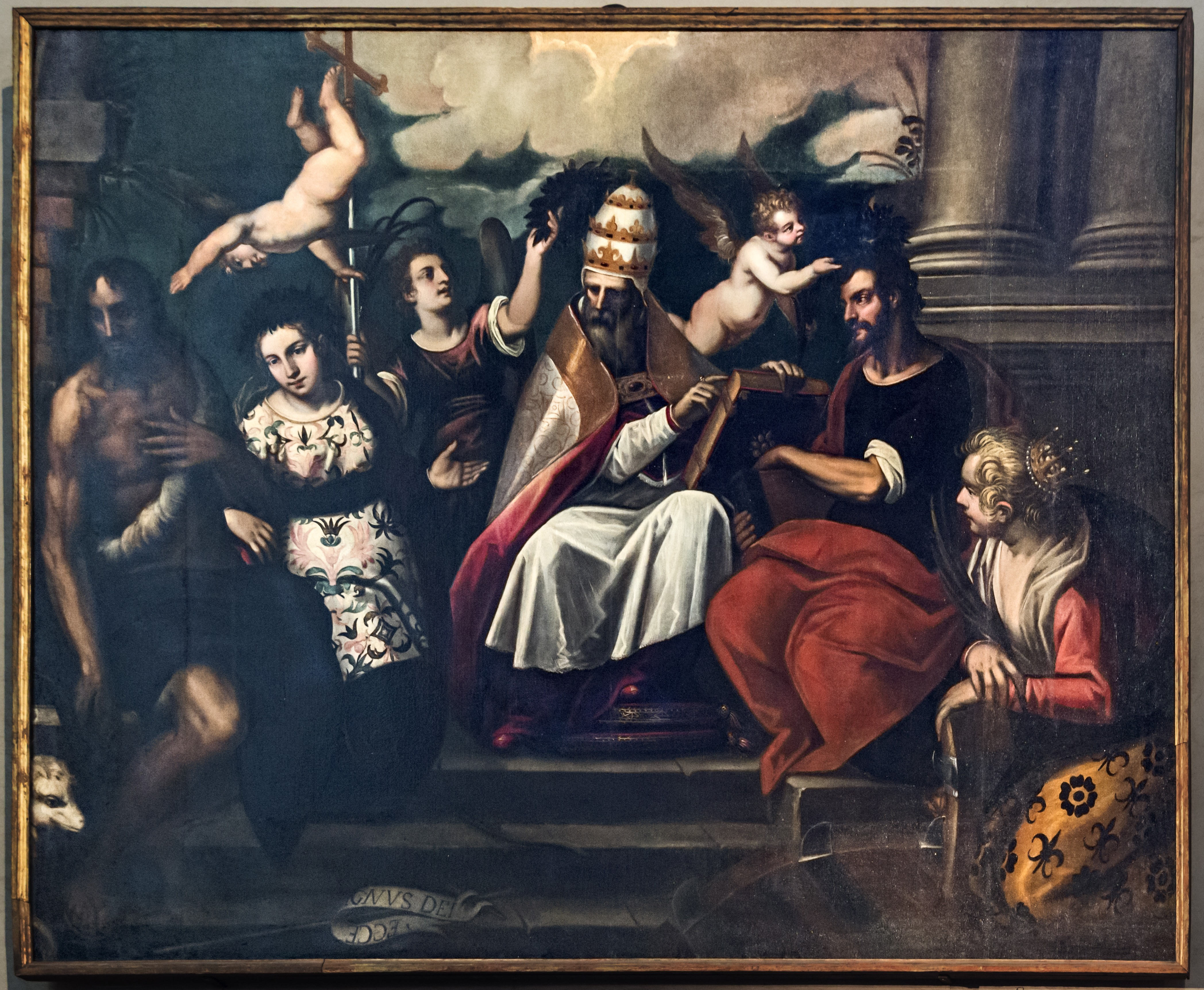
Saint Grégoire et autres saints Antonio Vassilacchi
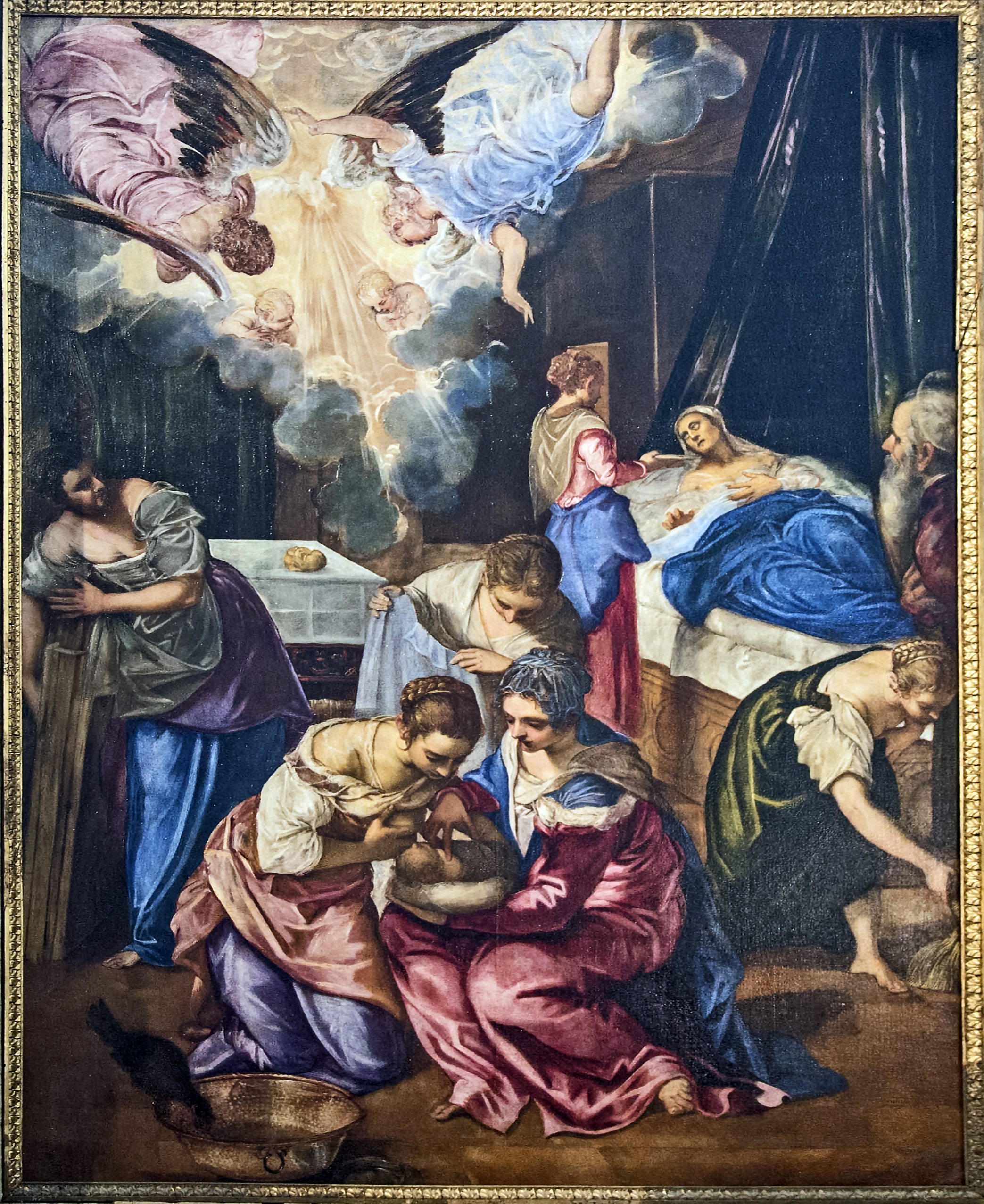
La Nativité de saint Jean-Baptiste Le Tintoret
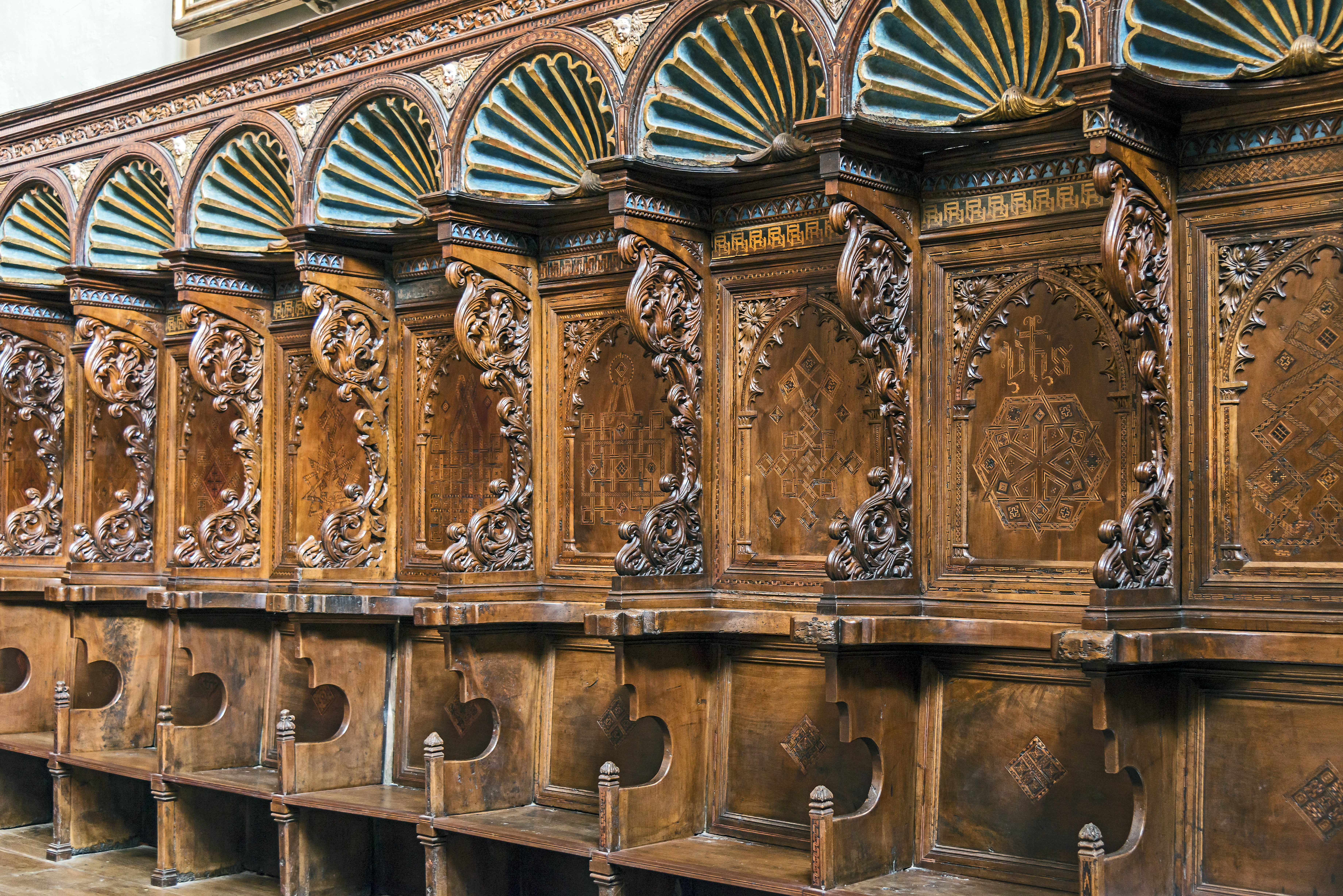
Stalles par Francesco et Marco Cozzi di Giampietro.

### Chapelle de San Tarasio (ou Chapelle d'Or)
Presbytère devenu abside de l'ancienne église, sa construction remonte au XIVe siècle, sur les bases de la première construction du IXe siècle.
Les fresques de la voûte absidale sont d'Andrea del Castagno et datent de 1442.
Sur l'autel et sur les côtés, trois polyptyques en bois marqueté et sculpté par le marqueteur Ludovico da Forli en 1443 :
- au centre, le Polyptyque de la Vierge

La Vierge en trône et l'enfant flanquée à gauche par saint Blaise et à droite par saint Martin date de 1385 et est due au peintre Stefano di Sant'Agnese
à l'extérieur de ce groupe central de 3 tableaux, à gauche saint Marc et à droite sainte Elisabeth peints par Antonio Vivarini
- à droite, le Polyptyque du Corps du Christ ou du Sépulcre,

peinture de 1433 par Antonio Vivarini et Giovanni d'Alemagna
statue de 1451 de Proculus de Vérone, presque grandeur nature, en bois, sculptée pour le chœur des nonnes, mais érigée depuis 1595
- à gauche, Polyptyque de Sainte Sabine

peinture de 1443 par Antonio Vivarini et Giovanni d'Alemagna
statue de Zacharie, presque grandeur nature, en bois, sculptée pour le chœur des nonnes, mais érigée depuis 1595.

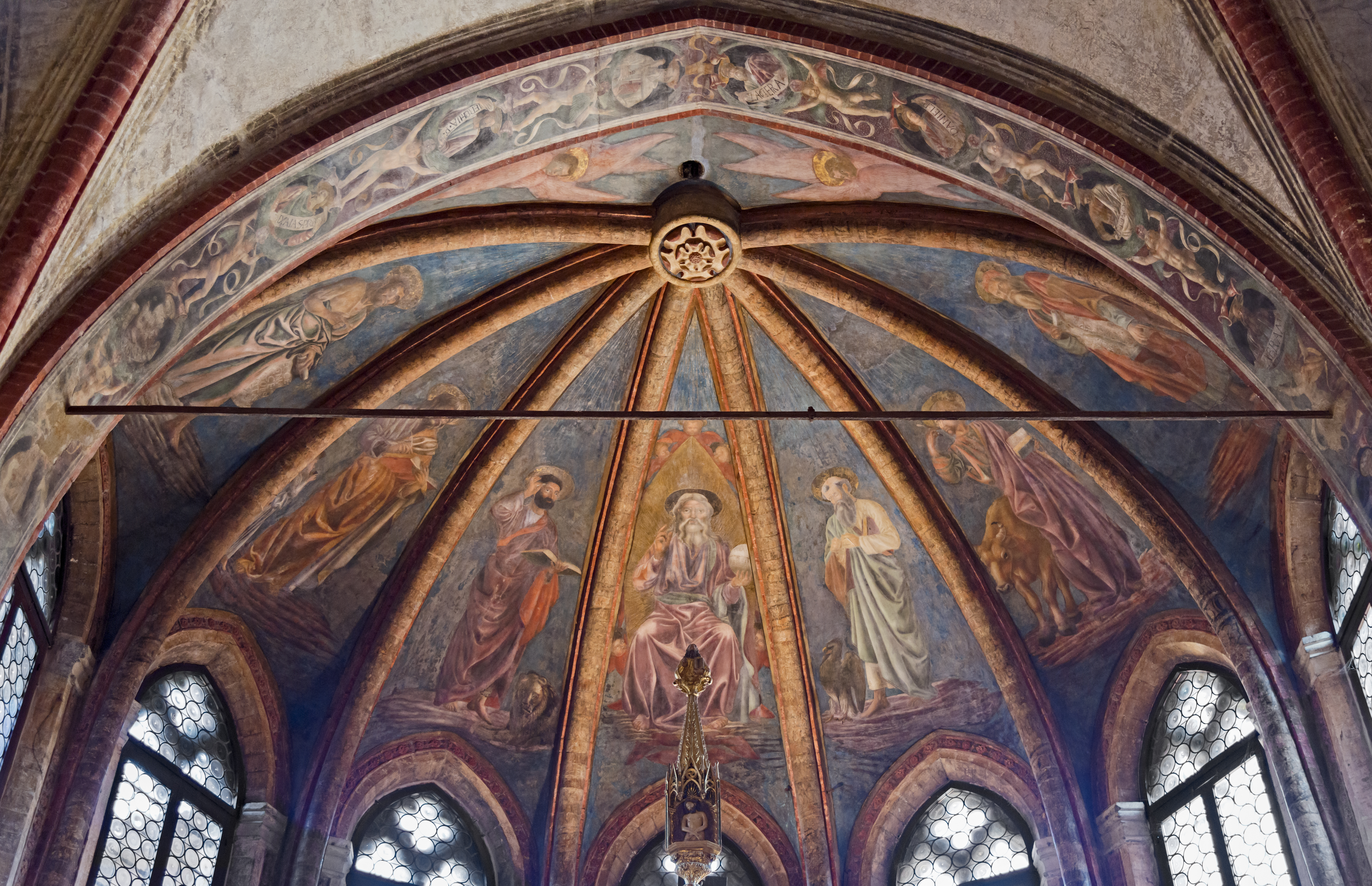
La voûte absidale par Andrea del Castagno
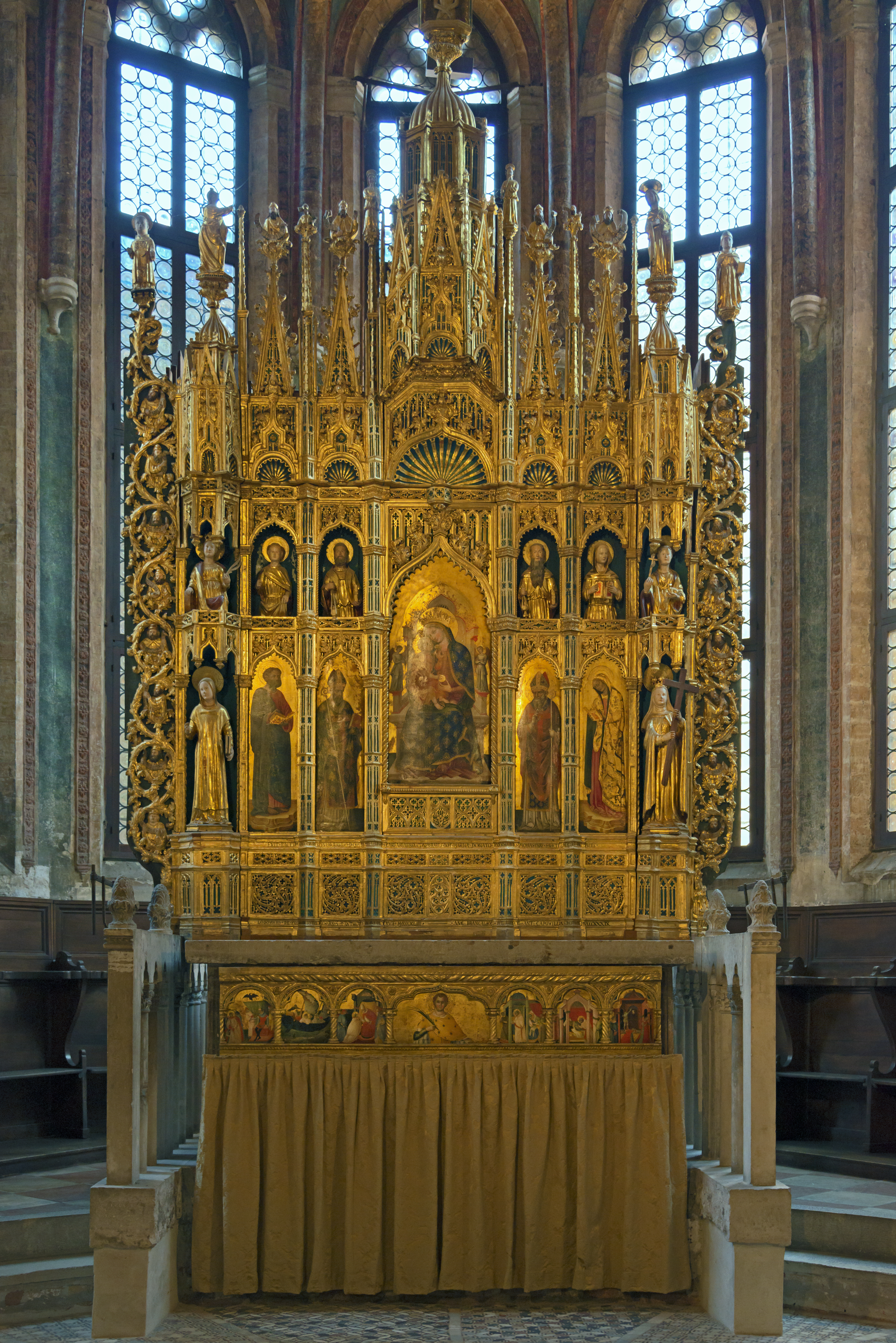
Le Polyptyque de la Vierge
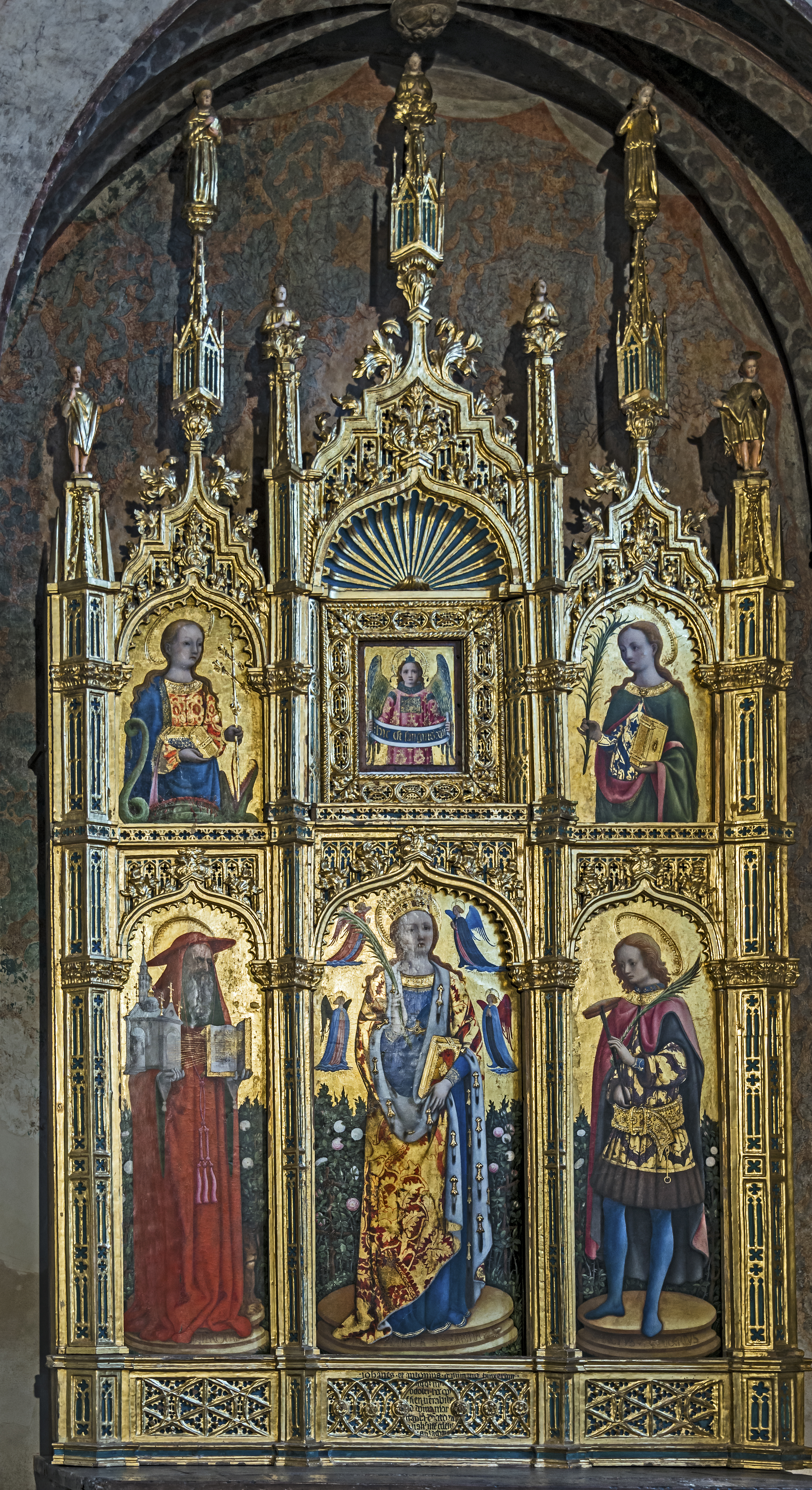
Polyptyque de Sainte Sabine, 1443
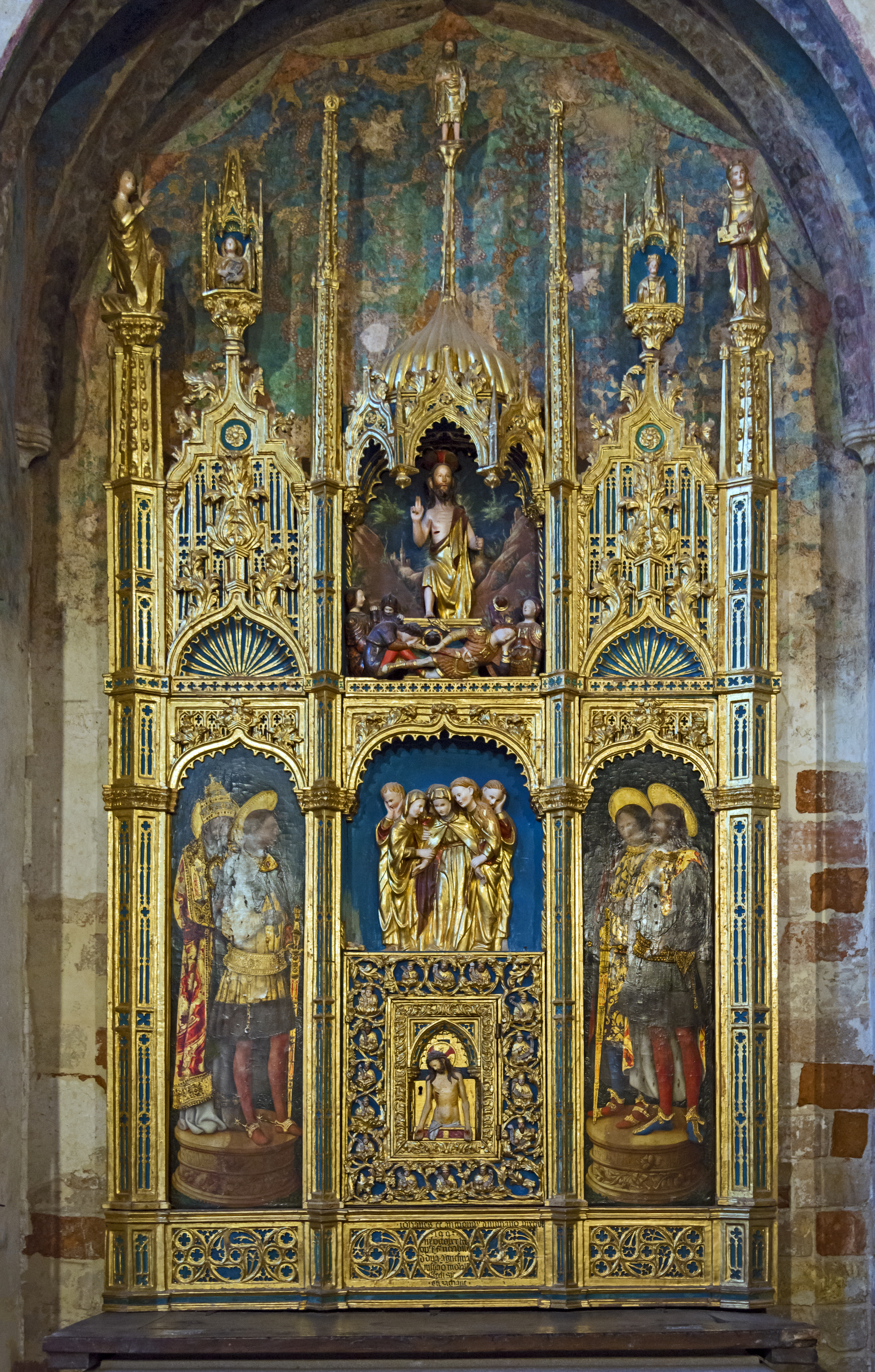
Polyptyque du "Corps du Christ", 1433 Antonio Vivarini et Giovanni d'Alemagna
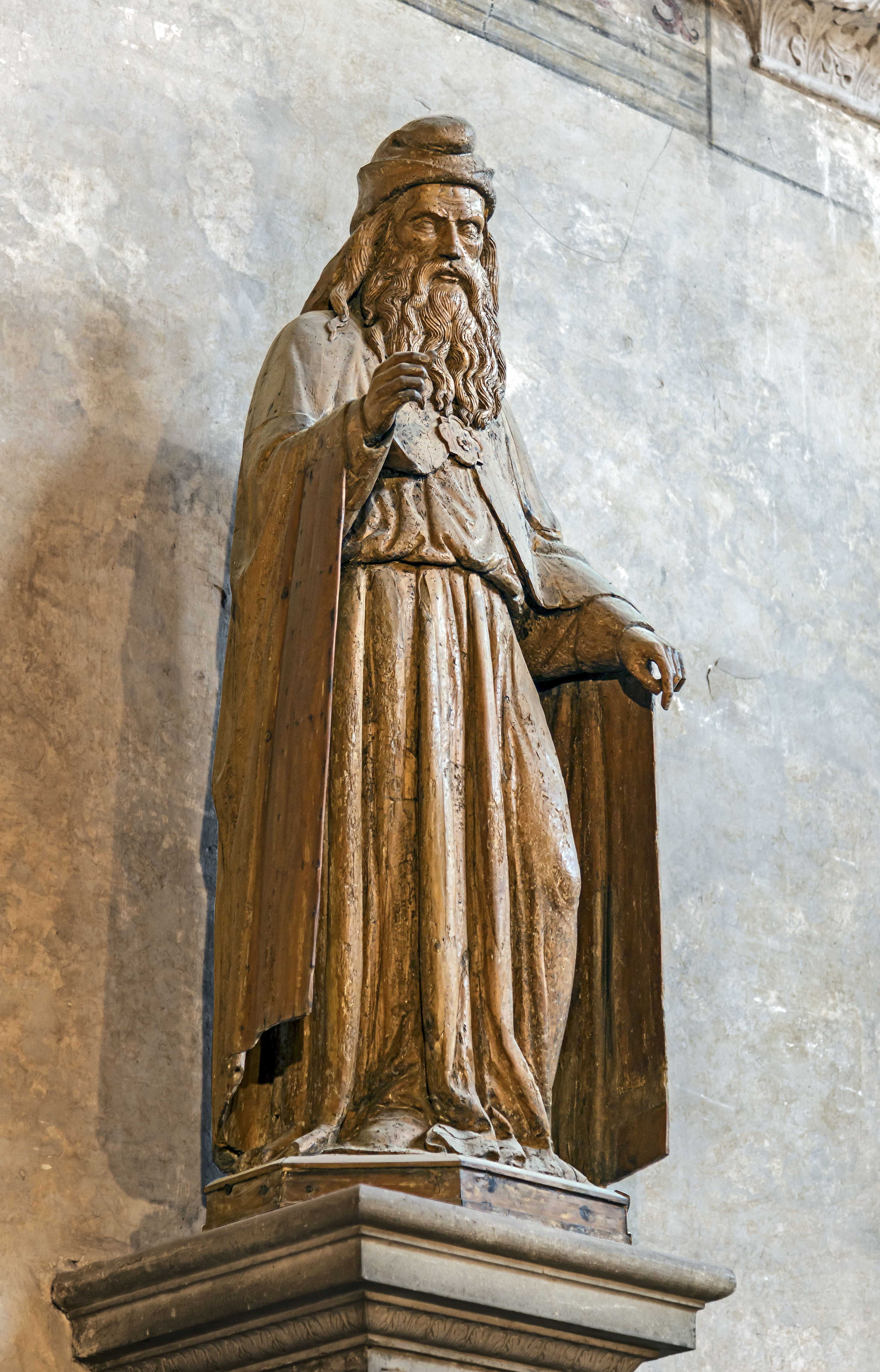
Statue de Zacharie
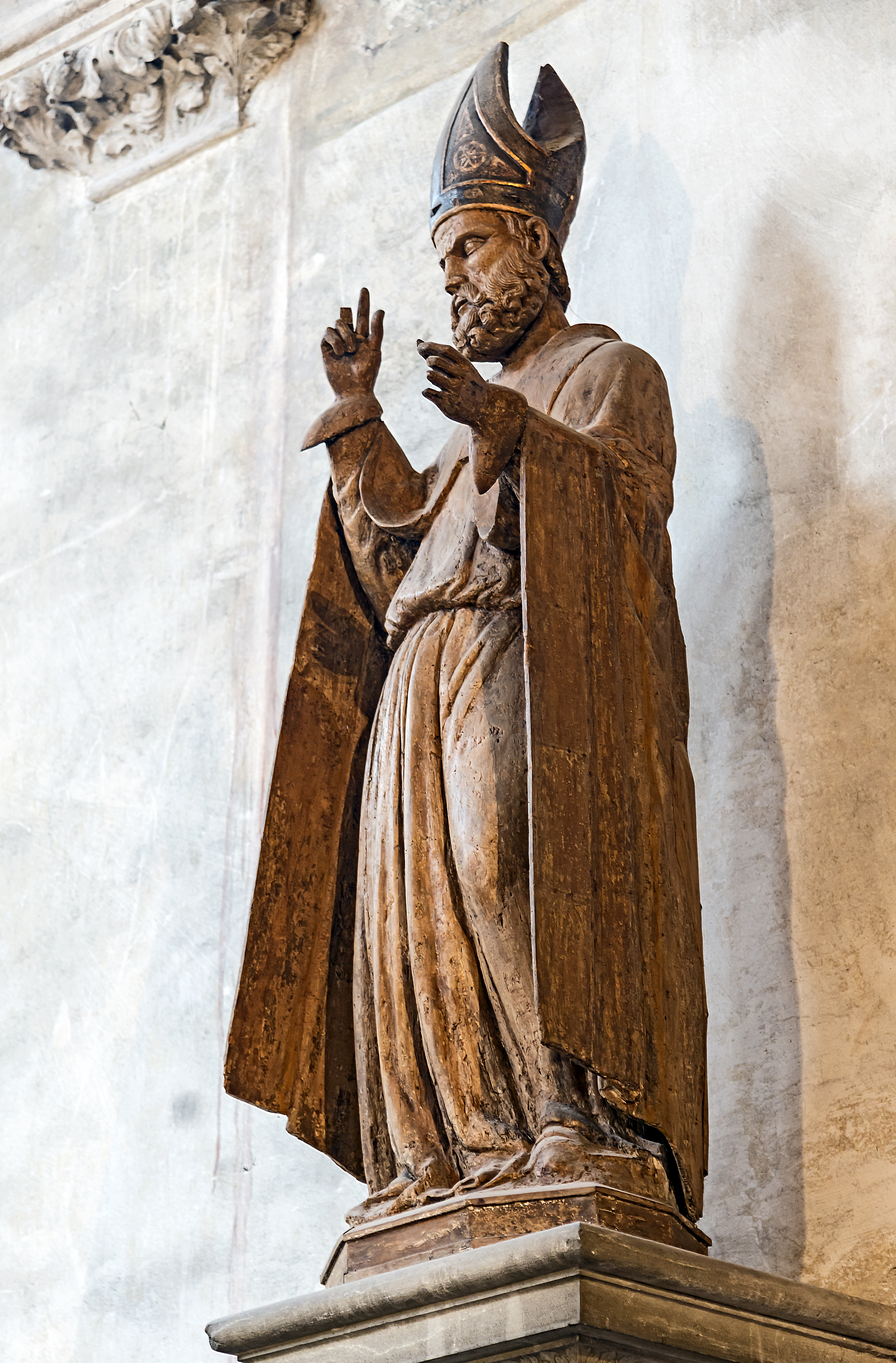
Statue de St Procolo de Vérone
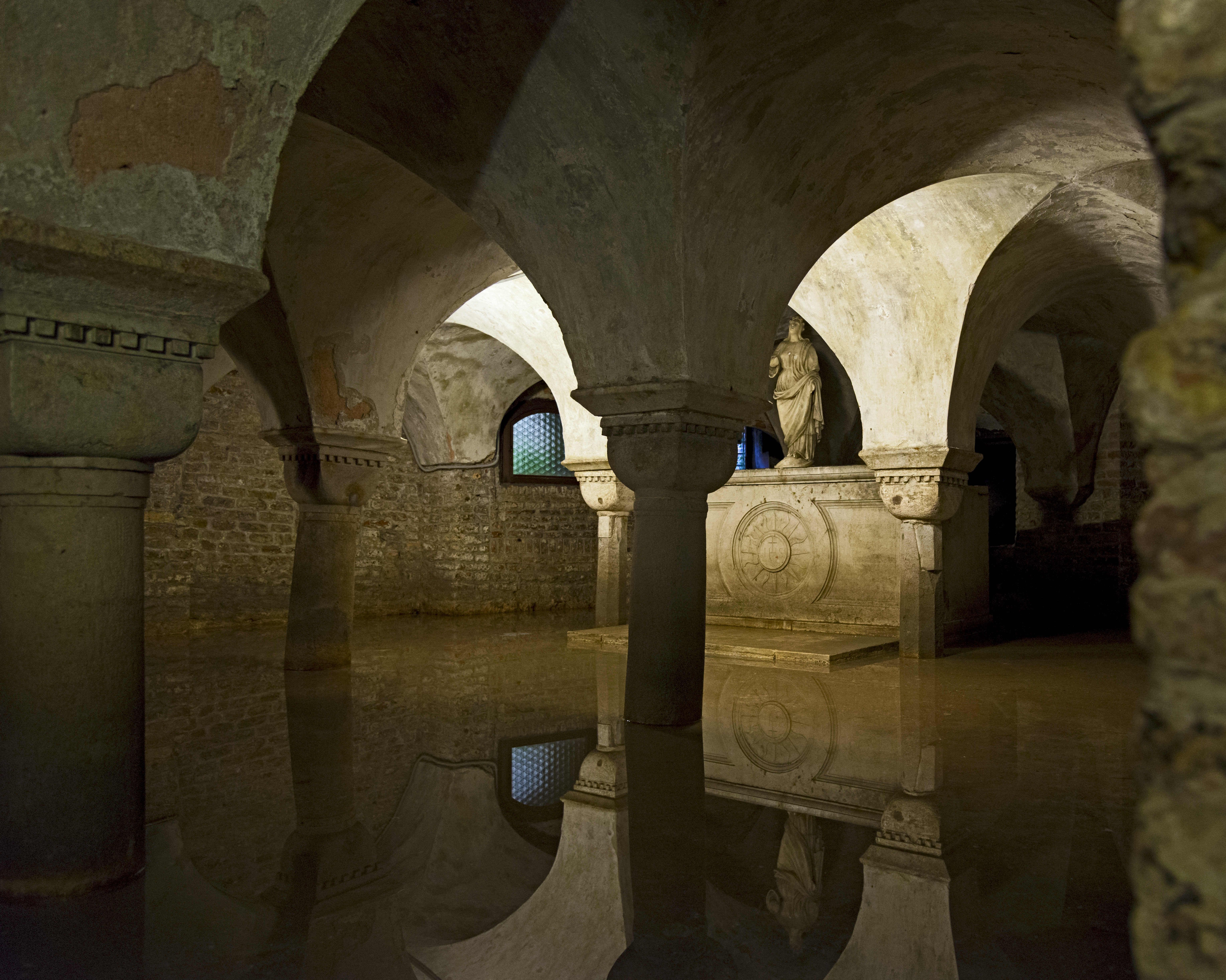
La crypte
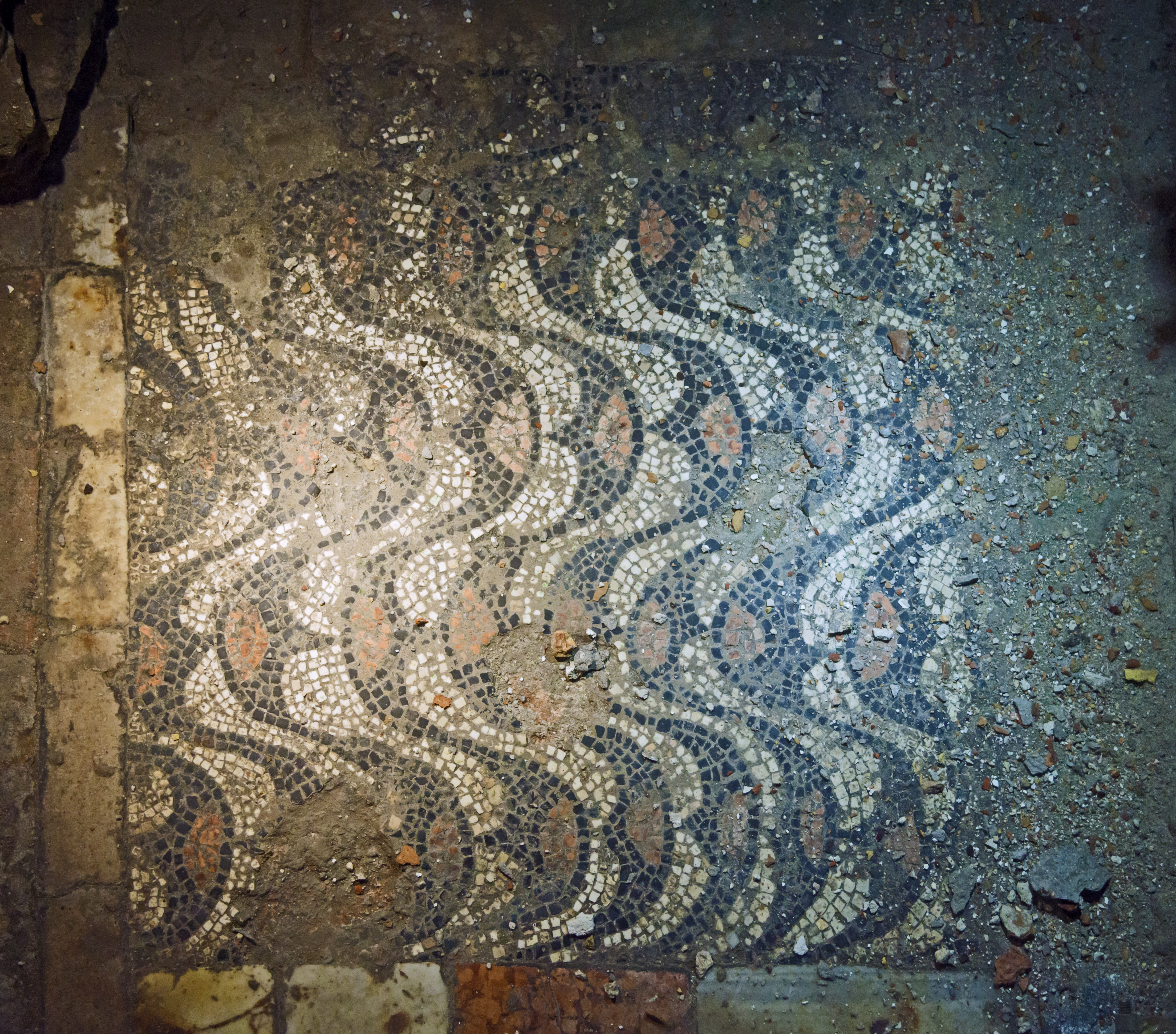
Mosaïque de la première église romane du IXe siècle
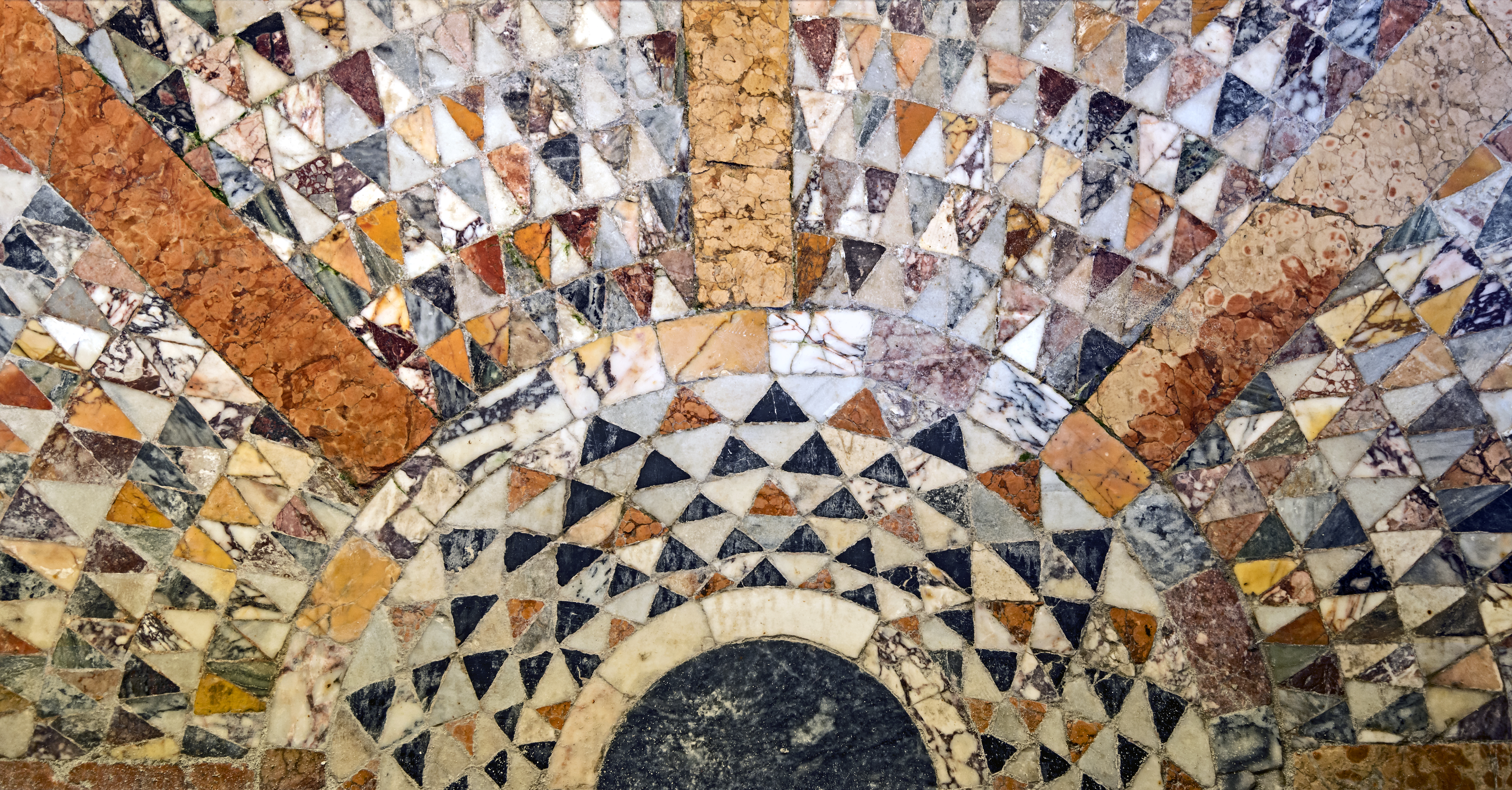
Mosaïque en marbre polychrome du XIVe siècle

La Chapelle permet de voir des fragments de la mosaïque initiale de l'église du IXe siècle encore en place et des mosaïques de la partie romane du XIVe siècle
Elle donne accès à la crypte du  Xe siècle, qui, la plupart du temps, est envahie par l'eau de la lagune.

### Article Connexe
Liste des églises de Venise